# Beleg van Groenlo (1627)

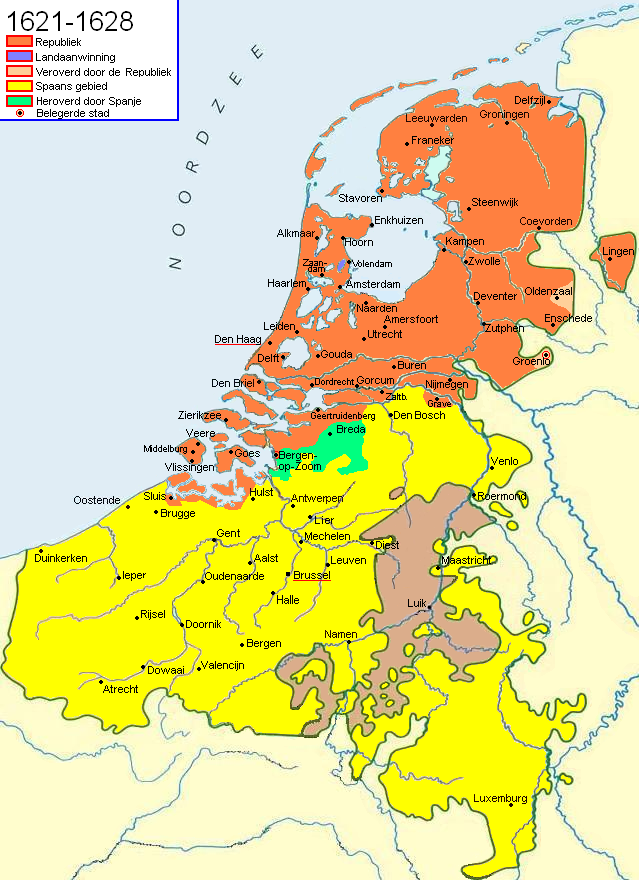
Ontwikkelingen in de Nederlanden tussen 1621 en 1628, waaronder de verovering van Grol (Groenlo) door Frederik Hendrik in 1627.

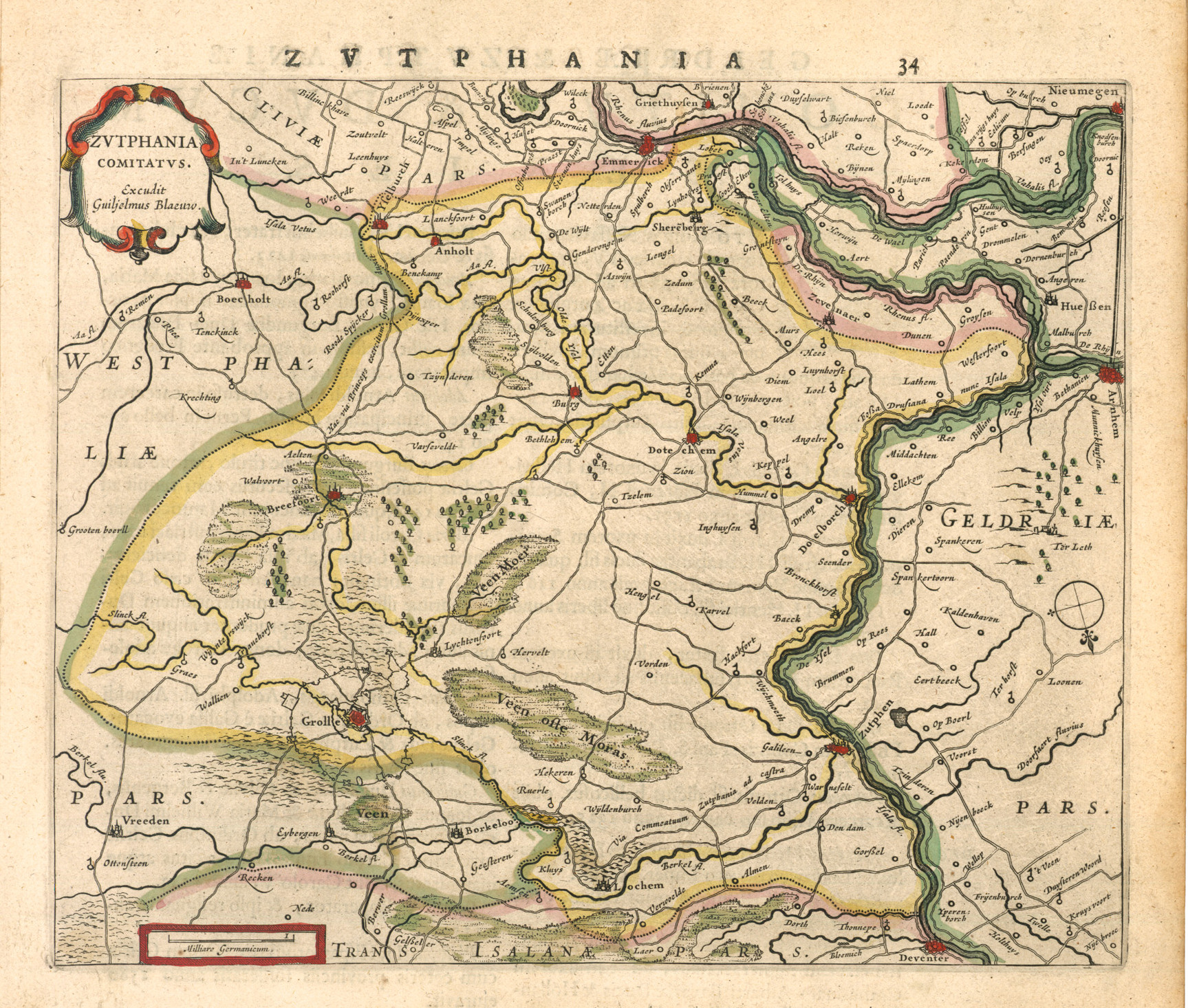
De ligging van Grol in het Graafschap Zutphen (noorden is onder)

Het Beleg van Groenlo (ook wel: het Belegh van Grol) in 1627 was een door prins Frederik Hendrik van Oranje opgezette belegering van de door de Spanjaarden bezette veste Grol (de regionale naam van Groenlo), ten tijde van de Tachtigjarige Oorlog. Het beleg duurde van 20 juli tot en met 19 augustus, waarna Grol zich overgaf. Onderdeel van het beleg was de aanleg van een circumvallatielinie rondom de stad, om te verhinderen dat Grol versterkingen kon ontvangen, proviand en munitie in te slaan en om een ontzet te voorkomen. Hendrik van den Bergh, een Nederlands edelman in Spaanse militaire dienst en een volle neef van Frederik Hendrik, probeerde Grol met een groot leger te ontzetten, maar kwam te laat. Grol zou staats blijven tot het eind van de oorlog.

## Status van de vesting Grol

### Strategische grensvesting
Grol was een sterke vesting in het oosten van de Republiek der Zeven Verenigde Nederlanden en had een strategische ligging op de handelsroute naar het oosten. Mede daarom is Grol in zijn historie meerdere keren belegerd en veroverd, zoals in 1595 (onsuccesvol) onder leiding van Maurits van Oranje, een halfbroer van Frederik Hendrik. Maurits slaagde er tijdens zijn succesvolle veldtocht in 1597 wel in de stad te veroveren op de Spanjaarden. In 1606 werd de stad onder leiding van de Spaanse veldheer Spinola belegerd en heroverd, waarna later dat jaar Maurits met zijn leger opnieuw Grol trachtte in te nemen (wederom onsuccesvol). Het laatste en beroemdste beleg van Groenlo in de Tachtigjarige Oorlog was het Beleg van Grol van 1627 onder leiding van Frederik Hendrik.
In die tijd waren er weinig wegen in de veenrijke omgeving, wat de kleine vestingstad van strategisch belang maakte. Vanuit hier konden de Spanjaarden via het langs Groenlo gelegen riviertje de Slinge strooptochten ondernemen in de staatse gebieden. De aan het front gelegen vestingen 's-Hertogenbosch, Grol, Oldenzaal en Lingen waren van groot financieel belang. De door de Spanjaarden opgelegde heffingen op handel ('licenten') en contributies leverden een constante en essentiële geldstroom voor de Spaanse oorlogskas. Grol was een van de vestingen waar een Spaans rentmeester gevestigd was en waar alle geïnde gelden uit de kwartieren van Zutphen en de Veluwe werden ontvangen. Ten tijde van het ingaan van het Twaalfjarig Bestand in 1609 waren Grol en Oldenzaal de enige twee overgebleven Spaanse bolwerken in Kwartier van Zutphen en Twente, de rest was in staatse handen. Na het aflopen van het Twaalfjarig Bestand in 1621 werden vanuit Oldenzaal en Grol wederom plundertochten georganiseerd.

### Sterkte van de vestingwerken
Van 1548 tot 1555 was de stad Grol door Marcelis Keldermans in opdracht van keizer Karel V versterkt met stadsmuren en verdedigingswerken in een vijfhoekige versterking. Om er genoeg mensen voor te krijgen, werden onder andere gevangenen ingezet uit het graafschap Zutphen, die als straf kregen om enkele maanden aan de vestingwerken te bouwen. Door deze versterkingen werd Grol bij de voornaamste vestingen van de Nederlanden gerekend. Na inname van de stad door de Spanjaarden in 1606 is Grol in opdracht van Spinola en Aartshertog Albert tijdens het Twaalfjarig bestand verder versterkt. Van 1614 tot 1616 hebben Spaanse soldaten en boeren uit de regio twee jaar lang continu aan de vestingwerken gewerkt. In 1617 werd het plan gemaakt om de vestingwerken geheel te verbouwen en te veranderen van een onregelmatig vijfhoekige ommuurde vesting naar een mooie regelmatige zeshoek volgens het Oud-Nederlandse stelsel, met hoge aarden wallen in plaats van muren, met zes bastions, zes halve manen en zes ravelijnen. Ook de loop van het riviertje de Slinge moest ervoor aangepast worden. Tegen het einde van het Twaalfjarig bestand werden deze werken gerealiseerd, met uitzondering van de ravelijnen en halve manen.
De verdedigingswerken in 1627 bestonden van buiten naar binnen uit: een contrescarp met daarachter een bedekte, beschermde weg, de stadsgracht van 30 meter breed, een onderwal bestaande uit een faussebray: borstwering van 24 voet, 8 meter breed en een bedekte weg erachter, en de hoofdwal aan grachtzijde met daarop een borstwering. De totale vestingwerken van Grol waren ongeveer 100 meter breed. Grol had drie nieuwe stadspoorten gekregen: richting de steden Bredevoort de Lievelderpoort, richting Vreden de Nieuwe poort en richting Deventer/Zutphen de Beltrummerpoort.
De Spanjaarden vonden dat de Slinge een te hoge stroomsnelheid had, waardoor de vestingwerken aangetast zouden worden. Onder leiding van de Spaanse gouverneur van Grol, Matthijs van Dulcken, werd een nevengeul rondom de stad gegraven, die het meeste water rondom Groenlo moest afvoeren. Daarnaast werden stuwen en watermolens aangelegd, waardoor de hoogte van het water in de gracht nauwkeurig geregeld kon worden. De diepte van de gracht werd op achttien voet (zes meter) gehouden. De gracht had tevens een verdiept gedeelte, een cunette, waardoor zelfs als het water door de vijand zou worden afgetapt, er nog steeds water in de gracht zou blijven staan. De hoogte van de hoofdwal rond de stad werd voorzien op twintig voet (6,75 meter). De bastions hadden opstellingen geschikt om geschut te plaatsen. De wallen van de vestingstad waren zo hoog dat vrijwel alle bebouwing erachter schuil ging. Door alle versterkingen die de Spanjaarden aangelegd hadden ontstond in de Republiek het idee dat Grol een onneembare vesting was geworden.

## Aanloop naar het beleg

### Besluit om Grol te belegeren

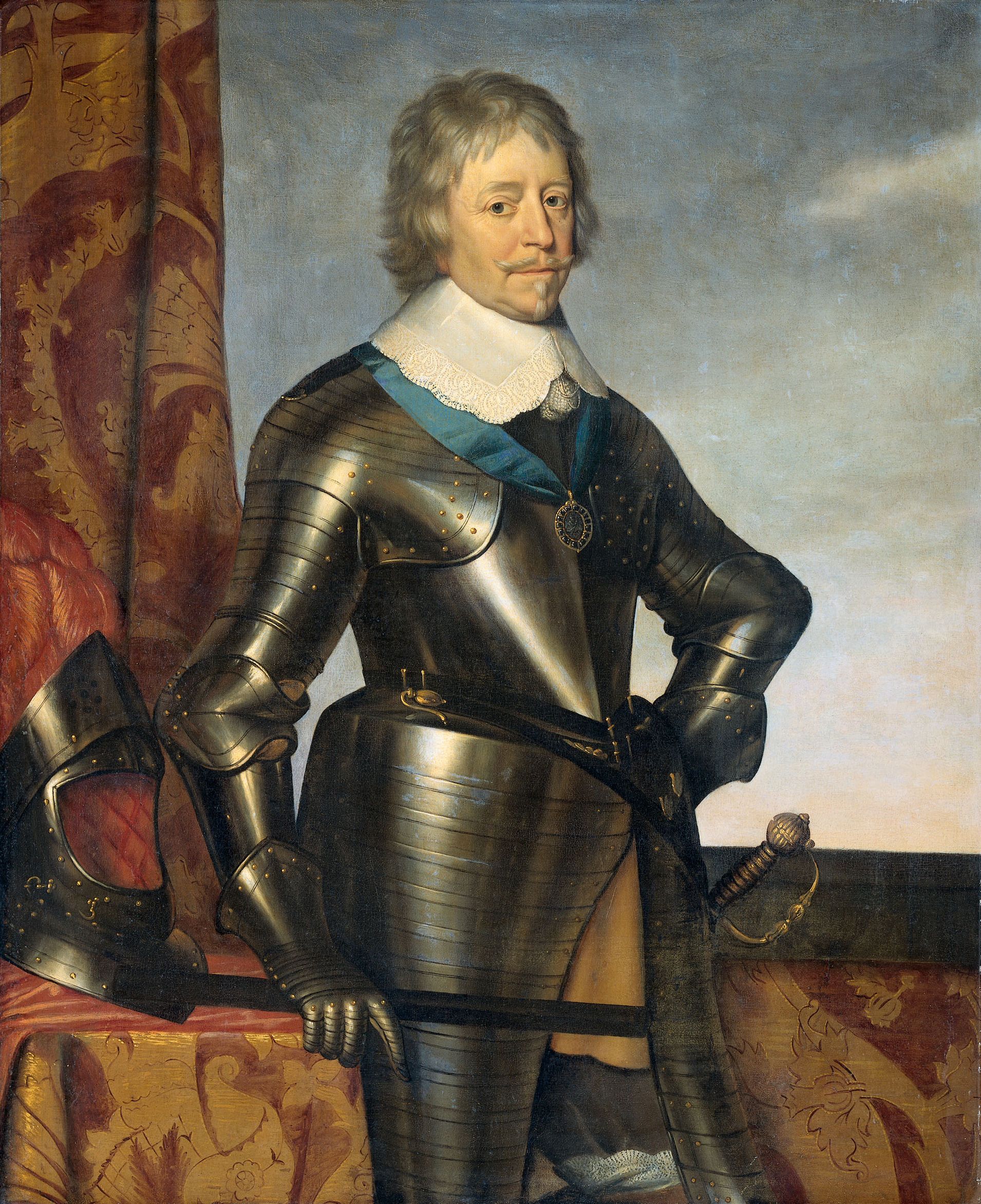
Prins Frederik-Hendrik, de "Stedendwinger"

De Staten-Generaal discussieerden over de wijze van voortzetting van de oorlog tegen de Spanjaarden, die zowel op zee als op land werd bevochten. De machtige aan kust gelegen gewesten Holland en Zeeland wilden alle "gereede penninghen tot beveiligingh der zee" aanwenden. Toch bleef het een hoge prioriteit om het door Spaanse troepen bezette vestingstadje Grol te belegeren, omdat het goed bevoorraad was ("wel voorsien van volk en geschut") en Spanje vanuit hier sabotage kon plegen of met troepen het land in trekken en andere steden in de republiek bedreigen: "'t voornaemste van allen, Grol lagh vijf ueren gaens van de stroomen; waer door het den Spanjaert vry stond den toevoer te bekommeren, of ten strijde te trekken".
In 1626 was men in de Staten-Generaal bewust van de risico's van een 'aanslag op Groenlo'. In augustus had graaf Van den Bergh 52 compagnieën ruiters en zes compagnieën voetvolk achtergelaten in Grol. Ernst Casimir had inmiddels in juli al wel Oldenzaal ingenomen, zonder veel moeite. Echter, de kans op een risicovolle veldslag bij Grol en een mogelijke beschamende aftocht werd in het najaar van 1626 nog te groot bevonden om op dat moment een aanval tegen Grol op te zetten. Desondanks werd in 1627, na veel overleg en sterk aandringen door de provincies Friesland, Gelderland, Groningen en Overijssel, besloten dat na een historie van belegeringen het prominente Grol eindelijk definitief door de Republiek ingenomen moest worden. Hierbij speelde mee dat de Staten Generaal in het voorjaar van 1627 weinig militaire activiteiten van de Spanjaarden voor de rest van dat jaar op land verwachtten. Daardoor kon Frederik Hendrik gemakkelijker een houding aannemen die gericht was op de aanval en voorbereidingen treffen op een grootschalig beleg. Op kosten van de Verenigde Provincies werd het leger versterkt. Op 8 juli 1627, vrijwel onmiddellijk na de plechtige ontvangst van de ridderorde van de Kousenband, vertrok stadhouder Frederik Hendrik als legeraanvoerder om met zijn leger de "starcke stad Grol aan te tasten". De vesting Grol was geen onbekende van Frederik Hendrik: in 1597 was hij als dertienjarige jongen uitgenodigd door Maurits, om toeschouwer te zijn bij het beleg van Grol, om te wennen aan het oorlogsgeweld ("Om 't ongemak van den crijch te leeren verdragen"). Vanaf 1600 was hij daadwerkelijk in dienst van het staatse leger en zodoende was hij in functie bij het beleg van Grol in 1606.

### Logistiek

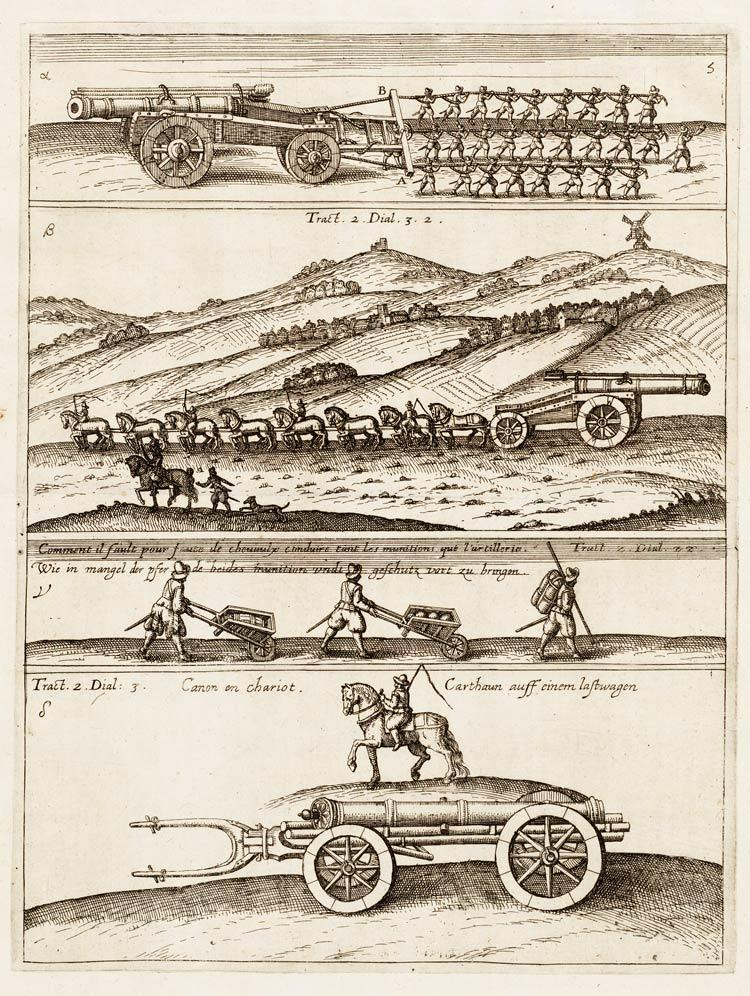
Weergave van het transport van artillerie over land in de 17e eeuw

Het leger van prins Frederik Hendrik van Oranje Nassau, rond de 20.000 man sterk, werd via de Lek en de Rijn naar het oosten verscheept. Om de Spanjaarden, die een groot eigen leger op de been hadden in het zuiden bij Keizersweert, op het verkeerde been te zetten en te laten denken dat Wezel het doel was, werd door een legergroep een schijnbeweging uitgevoerd richting het Duitse stadje Goch. De hoofdmacht van het staatse leger ging op 17 juli 1627 achter Emmerik van boord en vertrok richting Groenlo. Frederik Hendrik kondigde direct de 'Krijgstught' af: soldaten die onderling zouden vechten of anderszins de regels overtraden zouden voor de overste Smelsing moeten verschijnen, hoofd van de krijgsraad.
De derde dag, op de avond van 20 juli kwam het leger voor de stad Grol. Omstreeks 1000 wagens vervoerden kruit, kogels, leeftocht, vaartuigen, biesbruggen (gevlochten matten van biezen), 75 stukken (kanonnen) van verschillende grootte en verder "al 't gheen tot het maeken, bestormen of verdaedighen van werken" nodig was. Het leger bestond voornamelijk uit huurlingen afkomstig uit heel Europa. Het relatief kleine aantal stukken geschut, vergeleken met de oorlog op zee, werd veroorzaakt door het lastige transport van zware kanonnen over land.
Het staatse leger was goed voorbereid: het had beschikking over twintig grote bakovens van negen bij acht voet en een voet hoog, die in 24 uur 28.080 pond brood konden bakken. Verder was er een magazijn met 400.000 pond brood, 235 lasten meel en 48.000 pond kaas.

### Opzetten van kwartieren
De voorhoede van de ruiterij onder leiding van Herman Otto, graaf van Limburg Styrum had 's nachts doorgereden en bezette de belangrijkste toegangswegen. De ruiterij was 55 vanen (60-150 paarden, waarschijnlijk 100 in die tijd) sterk onder leiding van luitenant-generaal Thomas van Staekenbroek en werd verdeeld in twee groepen. De ruiterij had een eigen kwartier ten noordoosten van de vesting. Het voetvolk, 168 vendels (compagnieën, 100 tot 150 man) sterk, werd in groepen gesplitst en ondergebracht:
- Het Kwartier van Ernst Casimir van Nassau, in het oosten (bij Zwolle), waar totaal 55 vendels met vooral Hoogduitse en Schotse troepen, legerden.
- Het Kwartier van prins Frederik Hendrik zelf, in het midden "tusschen t Zuyden en 't Westen" (op hogergelegen grond bij Lievelde). Dit kwartier huisvestte ongeveer 10.000 soldaten. Frederik Hendrik bewoonde een grote tent midden in het kamp, waar hij officieren en gedelegeerden kon ontvangen.[7]
- Het Kwartier van Willem van Nassau, heer van de Lek ("Admirael van Holland"), in het noordwesten (bij Avest) waar 15 vendels soldaten gelegerd waren.

Verder werden er gedurende het beleg nog twee kwartieren aangelegd:
- Het Kwartier van kolonel Pijnssen ten oosten van het Kwartier van Willem van Nassau met zeventien vendels soldaten.
- Het Kwartier van kolonel Varick nabij de Hollandse schans met zeven vendels soldaten.

Deze twee kolonels waren met hun troepen gelegerd in Grave en Zaltbommel, ter verdediging tegen aanvallen uit het zuiden. Toen duidelijk werd dat vanuit deze richting geen gevaar dreigde, voegden zij zich bij de belegeringsmacht rond Grol.
Een conservatieve schatting van de totale grootte van het staatse leger rond Grol komt op minimaal 15.000 man voetvolk en 3500 ruiters. Afgevaardigden van de Staten-Generaal waren op het slagveld aanwezig als officiële vertegenwoordigers van de Nederlanden. Elke provincie had één gedelegeerde op het veld, behalve Holland, dat er twee mocht leveren vanwege zijn belangrijke positie. Ook waren de burgemeesters van Amsterdam (Oetgens van Waveren) en Leiden (Van Broeckhoven) aanwezig.

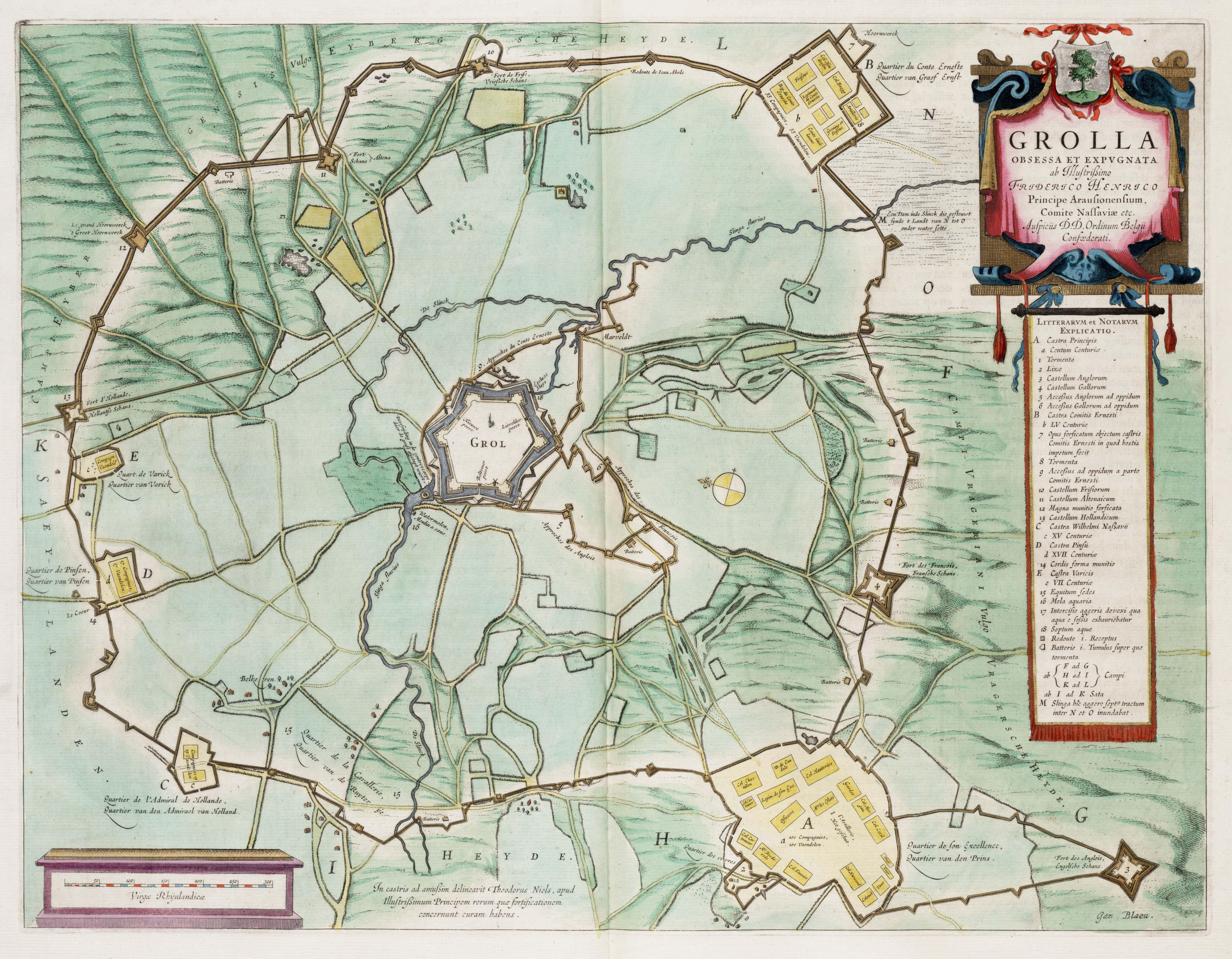
Belegering van Groenlo in 1627 door Frederik Hendrik. De 'ring' rond Grol is de circumvallatielinie. In het noorden (linksboven) is de linie uitgevoerd met een dubbele wal. Kaart J. Blaeu

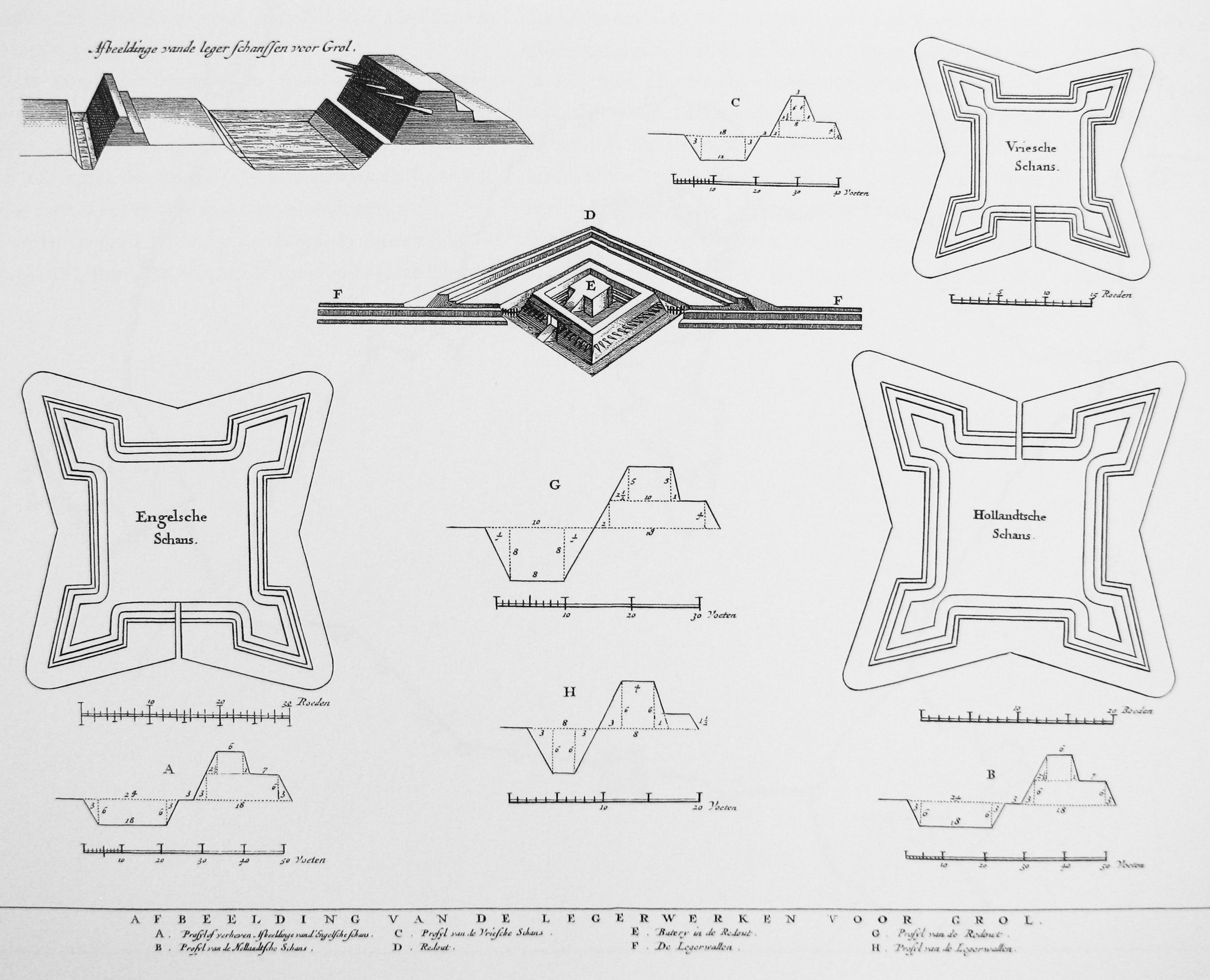
Schema van de belegeringswerken. Weergegeven zijn drie schansen, de gracht rond de schansen (linksboven) en een redoute (centraal).

### Aanleg circumvallatielinie
De volgende dag werd door de duizenden militairen en achtduizend ingehuurde 'waardgelders' (ingehuurde werkers) direct haastig begonnen met de aanleg van schansen op strategische verdedigingsplaatsen, "sonder dat sigh selfs of Ooversten of Kolonellen 't werken ontsaeghen". Frederik Hendrik zette het liefst landgenoten gezamenlijk aan het werk. De door Franse huurlingen gebouwde 'Franse schans' sloot de weg naar Bredevoort af, terwijl de 'Friese schans' de weg naar Vreden bewaakte. De 'Hollandse schans' vormde verdediging tegen het Spaanse leger op de weg naar Borculo en Zutphen. Schans Altena bewaakte de weg naar Enschede. De Engelse Schans in het zuidoosten was een uitzondering, deze lag verder weg en was opgezet ter verdediging van het kwartier van Frederik Hendrik. De schansen waren in feite kleine vestingen, compleet met wal en bastions, die konden voorzien in hun eigen verdediging. Direct rondom de schansen werd een aansluitende dijk en gracht met daarin palen aangelegd. Ten westen van Grol lag een moeras, zodat die kant minder verdediging nodig had.
Tussen de kwartieren en schansen werden versterkingen (redoutes) (inclusief gracht en geschut), redans, hoornwerken en (batterijen) geplaatst en alle fortificaties werden met elkaar verbonden door een 16 kilometer lange aarden wal van negen meter breed, zodat Grol volledig ingesloten was. Niemand kon de stad in of uit en de zogenaamde circumvallatielinie kon naar alle kanten verdedigd worden. In slechts tien dagen tijd werd zo een vesting binnen een vesting gecreëerd. Diverse boerderijen werden ingesloten binnen de linie, zoals ook de half jaar oude boerderij van Coene Conincx. Omdat gebouwen als schuilplek gebruikt zouden kunnen worden bij een Spaanse aanval, werd zijn boerderij door de staatse troepen met de grond gelijkgemaakt. Dit lot trof mogelijk meerdere hoeves.

De circumvallatielinie werd gedurende het beleg verder versterkt vanwege de dreiging van het Spaanse leger. De positie van de linie (op circa drie kilometer afstand van Grol) hield rekening met het bereik van de kanonnen opgesteld binnen de stad Grol, zodat deze de linie niet konden raken. De circumvallatielinie omvatte meer dan 35 bouwkundige elementen, waaronder vier hoornwerken, vijf schansen, veertien redoutes en vijf kampementen.
Het concept van circumvallatie had Spinola eerder gebruikt bij het Beleg van Breda in 1624. Na het succes van het Beleg van Grol werd de circumvallatie door Frederik Hendrik opnieuw toegepast bij het Beleg van 's-Hertogenbosch in 1629.

## De belegering

### De situatie in Grol
Het bewind over de stad Grol was in handen van de oude krijgsheer Matthijs van Dulcken, een man "van beproefde dapperheit en vernuft". Zo had Van Dulcken in 1602 met 13 soldaten in een schip met stro het kasteel van Wachtendonk veroverd. Na het begin van de belegering gaf Van Dulcken opdracht om het reeds met gracht en zes bolwerken versterkte Grol verder te versterken door het verhogen van de borstweringen en het verdelen van de wachten. Dakpannen werden van de barakken verwijderd om verwondingen door splinters bij beschietingen te voorkomen. De troepen in de stad waren 1200 man sterk (plus inwoners): 8 vendels voetvolk (waaronder een Iers en Engels vendel) plus een vaan ruiterij. Ze hadden beschikking over 16 stukken geschut en genoeg leeftocht en koren. Hoofd van de cavalerie was Lambert Verreyken, zoon van Louis Verreyken die als onderhandelaar voor de Spanjaarden mede verantwoordelijk was geweest voor het tot stand komen van het Twaalfjarig bestand.

### Eerste schermutselingen; aanleg 'approches'

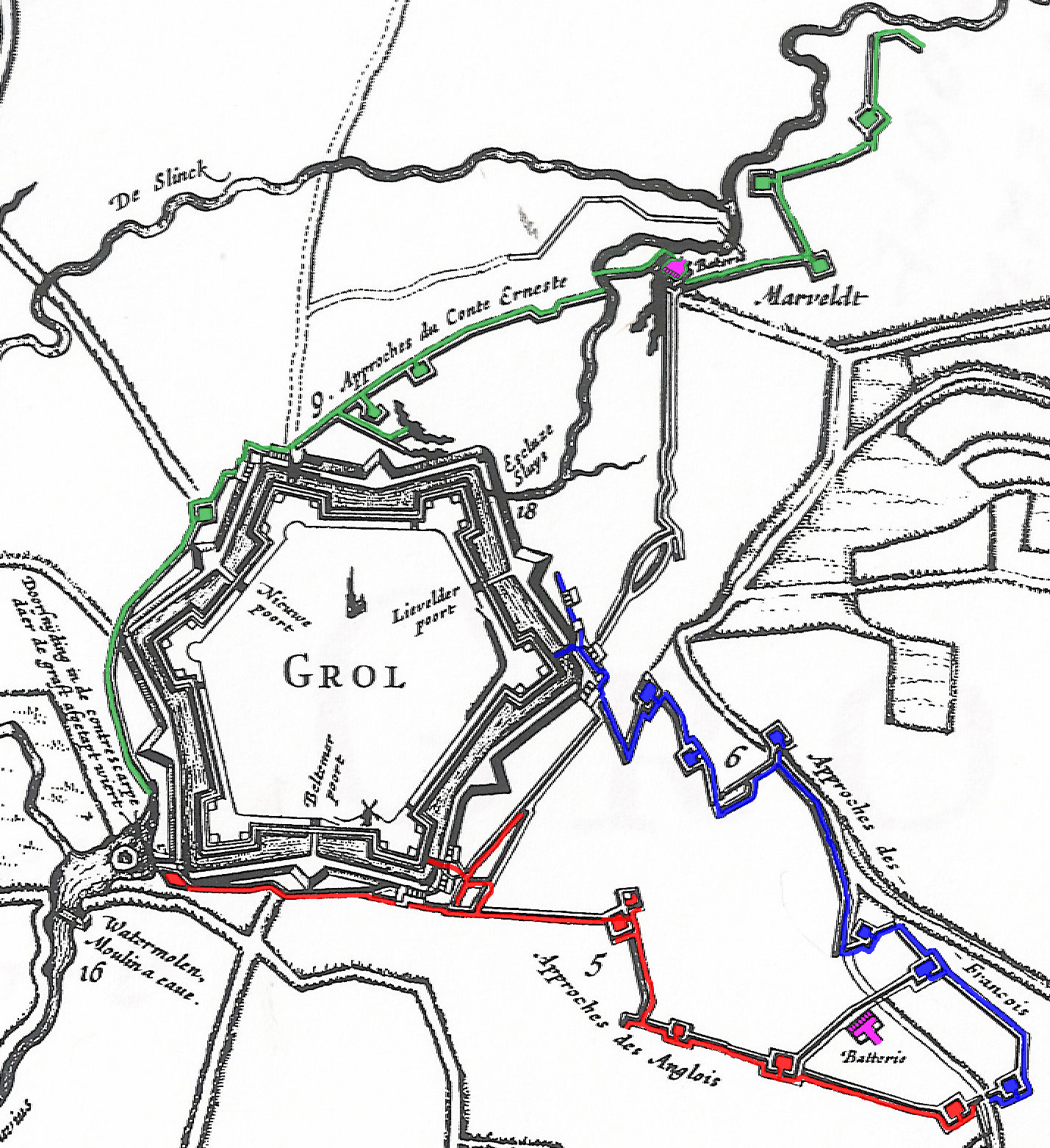
Drie gegraven 'approches' richting Grol.
Engelse approche
Franse approche
Approche van Ernst Casimirs soldaten
De rechthoekige uitbouwen zijn 'corps de garde'. De twee paarse elementen zijn batterijen.

Geheel onverwacht was de directe aanval van Verreyken met zijn ruiterij bij aankomst van twee vooruitgereden vaandels Hollandse ruiters. Toen Verreyken de rest van het arriverende leger van Frederik Hendrik zag, besloot hij dat het verstandiger was om terug te keren naar Grol.
Na het opzetten van de kwartieren en de aanleg van de circumvallatielinie, werd door het staatse leger op 26 juli begonnen met het aanleggen van approches richting Grol, zigzaggende loopgraven om "veyligher de stadt te naederen". De richting van de approches werd zo gekozen dat men niet met musketten vanuit de stad in de lengterichting van de loopgraaf kon schieten. Om de gravers te beschermen tegen musketkogels van opzij, werd er gebruikgemaakt van overkappingen die musketkogels tegen konden houden. Eén loopgraaf werd gegraven vanuit het kwartier van Ernst Casimir, en twee uit de legerplaats van de prins (één door Engelsen en één door Fransen aangelegd). Naast de approche kwam een aarden wal te liggen ter verdediging van vuur uit Grol. De approches hadden een aanzienlijke breedte: 2,4 tot 4 meter breed. Zodoende konden wagens met kanonnen, munitie of belegeringsmaterialen door de loopgraaf aangevoerd worden. Op bepaalde plekken in de approches worden zogenaamde "Corps de garde" (wachtposten) gebouwd. Deze rechthoekige vluchtplaatsen hadden hogere wallen dan de wal naast de approches, en werden gebruikt als schuilplek voor gravers en soldaten als ruiterij uit de stad de loopgraven zou aanvallen. Aan het begin van de approches werd een batterij gebouwd, met elk zes kanonnen. Naarmate de aanleg vorderde, zouden er batterijen dichter bij de stad gebouwd worden.
Eveneens op 26 juli begonnen deze kanonnen Grol onder vuur te nemen. Van Dulcken op zijn beurt gaf het Spaanse leger in Grol het bevel het vuur op de belegeraars te openen, om "door kanon- en musket-koeghels allerweeghen den vyand te treffen en te quetsen." Niet lang daarna, op 30 juli, werd hijzelf in de schouder geraakt. Danig verzwakt droeg hij het bevel over de stad over aan zijn onderbevelhebber Lambert Verreyken. Met zijn ruiterij deed Verreyken bij dag en bij nacht uitvallen naar de Engelse werken en het kwartier van Ernst Casimir, zonder veel slachtoffers te veroorzaken. De Schotse sergeant-majoor William Dromont (Drummond) overleefde zo'n aanval echter niet. Gedeputeerde H. van Essen meldt hierover: "Ghisterennacht sijn sij weederom op de approches van sijne Genade G. Ernst van Nassau uytgevallen en vijf ofte ses van die onse gedoot ofte gequetst. Den sergiant-major Dromont van 't regiment van Brock is in den uytval met een musqettade dootlick gequetst." Frederik Hendrik zelf werd bijna getroffen door een vanaf de stadswal afschoten kanonskogel, een 24-ponder. "Godt dheere wil hem bewaren", bidt een ooggetuige.
De bezetting van Grol koesterde hoop dat de gevechten genoeg afleiding zouden bieden om een boodschapper te sturen naar commandanten van het grote Spaanse leger in het zuiden, en om hulp te vragen. Maar nadat gebleken was dat de ruiterij niet voldoende manschappen had om veel succes te behalen, voegden de ruiters zich bij het voetvolk voor het verdedigen van de stad.

### Van den Bergh op komst; maatregelen

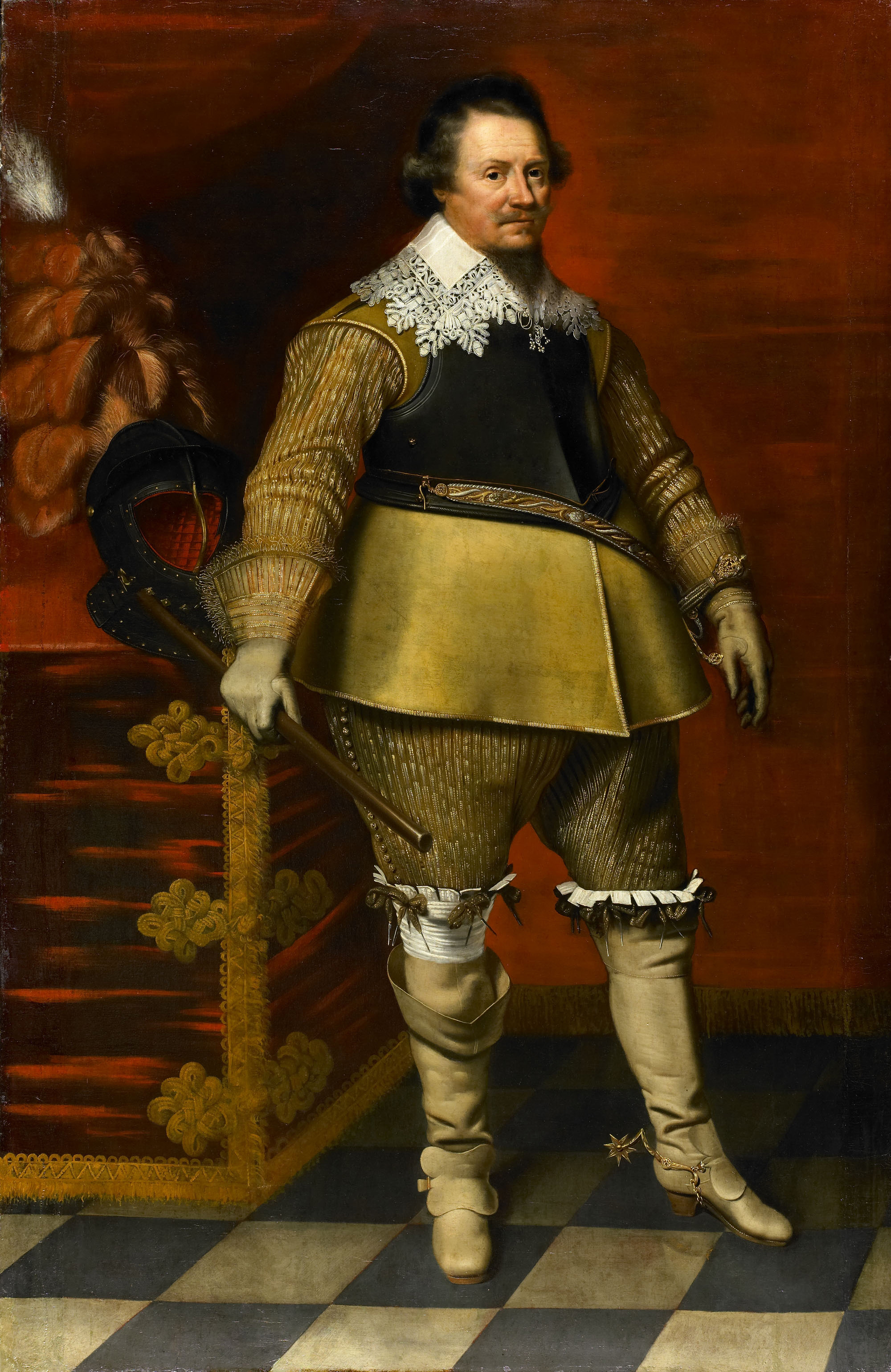
Ernst Casimir van Nassau-Dietz, Frederik Hendriks voornaamste onderbevelhebber. (Wybrand de Geest)

Al snel werd duidelijk dat graaf Hendrik van den Bergh (een volle neef van Frederik Hendrik), stadhouder van Spaans Opper-Gelre, met een groot Spaans leger op weg was om Grol te ontzetten. Zijn leger was aangevuld met 1800 Duitse huurlingen en bestond inmiddels uit meer dan 16.000 man voetvolk en 5000 cavalerie. Zodoende was zijn leger groter dan het staatse leger. Frederik Hendrik zond als reactie op de komst van Van den Bergh een aantal bevelhebbers naar omliggende plaatsen (waaronder Lichtenvoorde, Lochem, Emmerik) om deze te bezetten en plaatste er wachters ter verkenning en verdediging. Op deze manier werd voorkomen dat de Spanjaarden een van deze plaatsen als uitvalsbasis voor een ontzet zouden kunnen gebruiken. Als extra voorzorg werden op de vlakke stukken land tussen de kwartieren van Ernst Casimir en Willem van Nassau langs de wal nog een wal en een gracht gegraven van tweeënhalve meter breed en twee meter diep. Alle begaanbare wegen werden geblokkeerd en alle mogelijk onveilige routes werden bewaakt met troepen en geschut. De wallen van het kwartier van Ernst Casimir werden opgehoogd en ook werd een groot hoornwerk aangelegd, als extra verdediging. De schansen werden uitgerust met een extra wal buiten de gracht en extra wachters werden geplaatst.
Voor Frederik Hendrik was het van groot belang om de belegering tot een succes te brengen, voordat Van den Bergh met zijn leger zou arriveren. Frederik Hendrik was net als Maurits geen liefhebber van grote veldslagen. Het veroveren van een strategische stad van waaruit de regio gecontroleerd kon worden had meer voordeel dan een gewonnen veldslag. De prins zou gezegd hebben: "God beware ons voor veldslagen". Om de opmars van de troepen van Van den Bergh onderweg mogelijk te frustreren, werden soldaten belast met de taak om "de brugh by Winterswijk, waer oover men de rivier overstrekt, af te breken." De compagnieën van Pijnssen en Varick en vijf vendels van Dirk de Bye werden naar Lochem gestuurd, nadat Van den Bergh de Lippe was gepasseerd. Om de aanleg van de approches aan te sporen, loofde Frederik Hendrik een beloning uit van 3000 gulden voor de groep die als eerste over de gracht van Grol zou geraken, wat resulteerde in een ware wedstrijd tussen de troepen.
Voor de bevoorradingen werden regelmatig Leden van Staat en enkele vaandels ruiterij gezonden in de richting van Zutphen en Deventer, om te zorgen dat "noodtwendighe behoeften voor het leegher wierden aengevoert". Via de rivier de Berkel ging de proviand richting Borculo om het vervolgens via het voetvolk richting Grol te laten overbrengen. Bovendien werden, om voedsel te sparen en uithongering door de vijand te voorkomen, "alle onweerbare jaren en kunne, en daerenboven al wat onbequaem was om de wapenen te voeren, belast uit het leeger te vertrekken."

### Beschietingen en gevechten bij de stadswallen

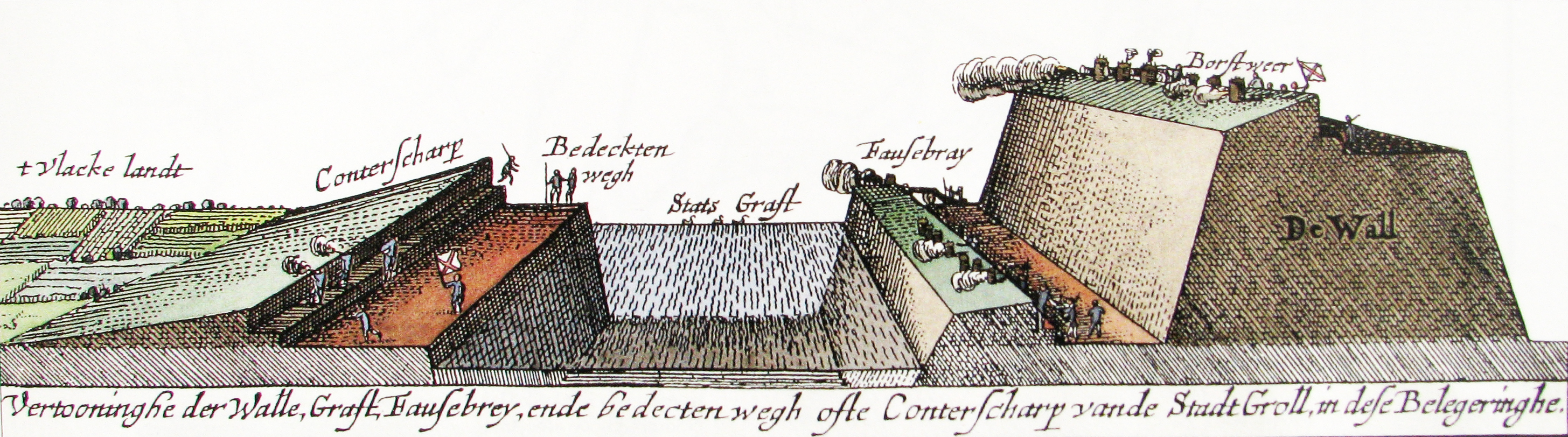
Doorsnede van de vestingwerken rond Groenlo in 1627. V.l.n.r.:de contrescarp, bedekte weg, gracht, Faussebray, bedekte weg, aarden hoofdwal, borstwering.

De buitenste delen van de vestingwerken van Grol, de contrescarpes, konden door de Grolsen niet goed verdedigd worden door gebrek aan manschappen. Uit voorzorg werden toen de stadspoorten gebarricadeerd met palen en werden de toegangsbruggen opgeblazen.
De belegeraars bliezen de contrescarpes op met kanonskogels en geplaatste mijnen. Grol kwam ondertussen onder vuur te liggen door de kanonnen van het staatse leger. Naast de reguliere ammunitie waren het in het bijzonder de alles verzengende 'vuurballen' die de belegerden het hardst troffen. De soldaten noemden deze kogels 'granaten', omdat ze na inslag in vele stukken uiteen vielen en alles dat ze raakten in brand vloog. De voorraad kruit in de stad in de Polvertoren (polver = poeder/buskruit) werd uit voorzorg verplaatst naar onder het stadhuis, bedekt onder dikke balken met mest en aarde. 160 grote vuurballen (van 160 pond) en meer dan dertig kleine (26 pond) kwamen in de stad terecht. Gaten geschoten in de wallen van de stad door beschietingen werden door de belegerden onvermoeibaar gedicht. Aan beide kanten vielen doden en gewonden. Tijdens één incident vielen de Grolsen met geschut en al van de faussebray (onderwal).
De Engelsen waren ondertussen via hun loopgraaf als eerste aangekomen bij de stadsgracht. Op 7 augustus werd de sluis ten noorden van Grol opgeblazen, zodat het water in de gracht rond Grol met vijf voet zakte en nog maar negen voet diep was. De belegeraars probeerden de gracht over te komen met galerijen gemaakt van balken, een soort overdekte gangen zodat ze veilig de gracht konden oversteken. Toen ze nog maar één derde van de gracht hoefden te overbruggen, deden de stedelingen een tegenaanval. Verreyken plaatste geschut op de faussebraye en nam de belegeraars onder vuur. Ook de galerij werd beschoten en met pek in brand gestoken, waarna de Engelsen zich terugtrokken. Ze gingen weer tot de aanval over met ondersteuning van geschut en kregen de overhand. De galerij werd weer opgebouwd, maar de aanval kostte veel slachtoffers, onder wie de Engelse officieren Ram en Proud, de laatste was plaatsvervangend overste wachtmeester bij afwezigheid van kolonel Morgan.

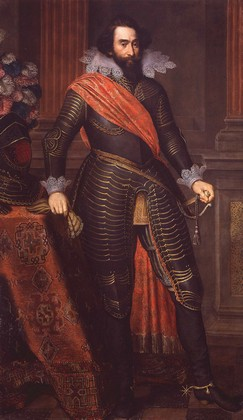
Hendrik van den Bergh en zijn leger probeerden tevergeefs Grol te ontzetten.

### Poging tot ontzet door Graaf van den Bergh
Het Spaanse leger van Hendrik van den Bergh bestond uit zeventig vanen ruiterij (elk van zestig ruiters of meer) en 158 vendels voetvolk (elk van ongeveer negentig man). Van den Bergh had op Spinola's aanraden het plan om de bevoorrading van het staatse leger af te snijden tussen Zutphen en Grol en de proviand in te nemen om daarmee de met tekorten kampende troepen te bevoorraden. Zijn plan viel in duigen door intern geruzie tussen de Spaanse en Italiaanse legertop, die elk de leiding over de operatie wilden en weigerden tot een compromis te komen. De Italiaanse officier Campolatore nam de zaak hoog op en bood zijn ontslag aan. Van den Bergh restte niets anders dan zich te verschansen op enige kilometers van Groenlo, bij het plaatsje Zwillbrock. Hij vuurde zijn kanonnen drie maal af als signaal voor de Grolsen dat er een ontzettingsleger op komst was.
Zijn leger voerde 's nachts op 15 augustus met 1500 manschappen een grote aanval uit op het kwartier van Ernst Casimir. Palissades werden afgebroken, de wal werd beklommen en de gelegerde Schotse troepen werden onder vuur genomen en met pieken belaagd. De Schotten, onder leiding van overste Morre, zetten echter een tegenaanval in. Andere Spaanse soldaten hadden verwacht een zwakke plek te vinden in de circumvallatielinie, maar merkten dat deze goed bezet was met volk en geschut. Toen Frederik Hendrik het nieuws ontving van de Spaanse aanval op het kamp van graaf Ernst, schoot hij te hulp. Persoonlijk leidde hij zijn soldaten in een aanval op de Spanjaarden, ondersteund door zes kanonnen. De moedige Horatius Vere, broer van Francis Vere, een overste van de Engelsen en sinds geruime tijd in dienst van het staatse leger, kwam op zijn beurt het kwartier van Pijnssen tegemoet, waar ook gevaar dreigde.

Het doel van de aanval op Ernst Casimirs kwartier was Frederik Hendrik af te leiden om aan de noordkant door de linie heen te breken, terwijl tegelijk een uitval vanuit de stad zou plaatsvinden. Zo wilde Van den Bergh de stad aanvullen met 700 manschappen, beladen met kruit en kogels. De uitval werd echter teruggedreven en de Spanjaarden werden teruggeslagen. Ze zagen zich uiteindelijk gedwongen de hele aanval af te blazen en zich terug te trekken. De aanval had hen een verlies van 'negen wagens aan doden' gekost. De Schotten verloren bij de tegenaanval hun ervaren kapitein, Andrew Donaldson.

### Een bres geslagen; Willem van Nassau sneuvelt

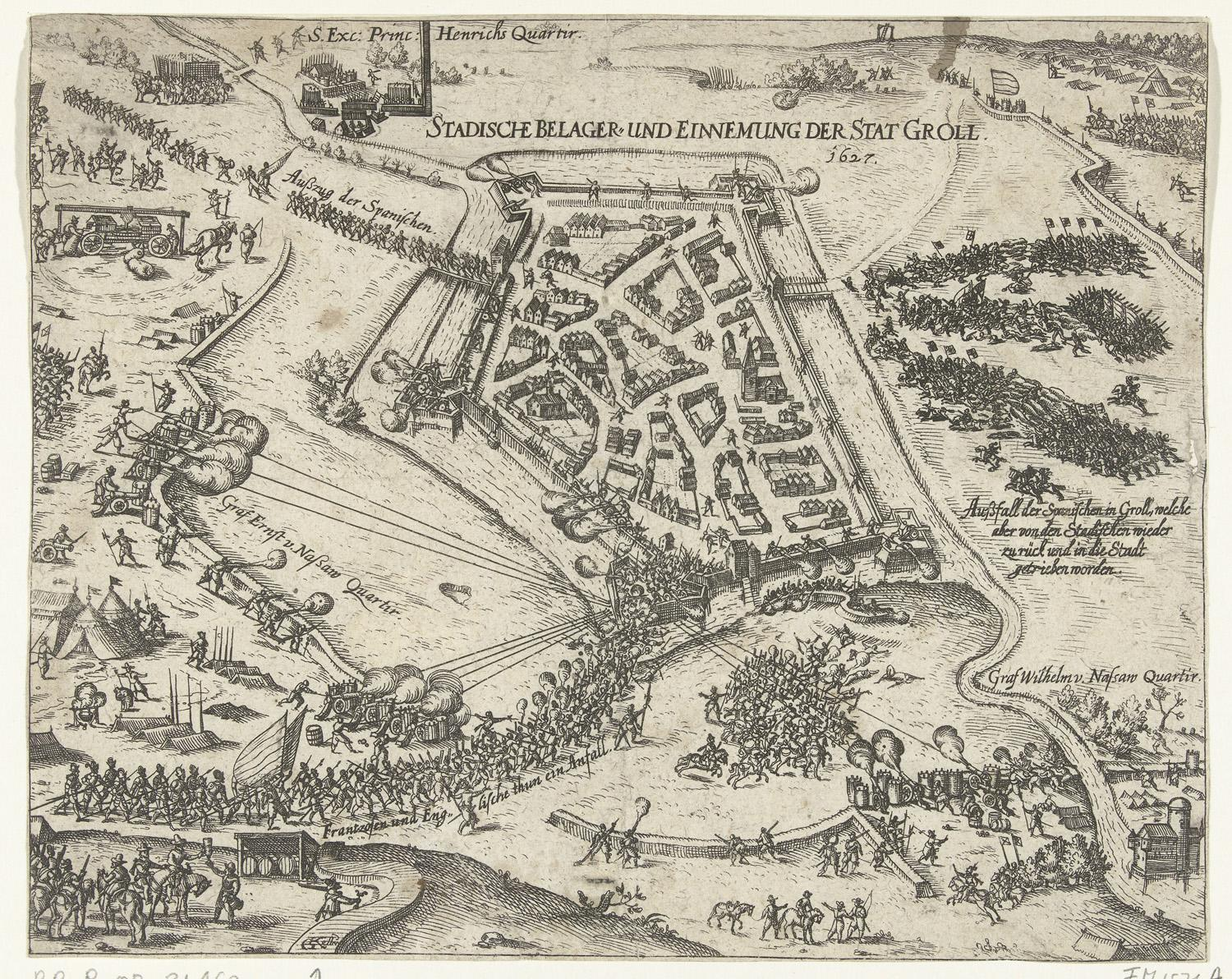
Prent van het Beleg van Grol in 1627 door Georg Keller.

Met name de Franse en Engelse soldaten deden vele pogingen om met dammen over de gracht te komen, om zo de verdedigingslinie van Grol te kunnen ondermijnen. Uiteindelijk slaagden de Fransen erin op 16 augustus als eersten de gracht over te komen, en zij ontvingen de beloning. Een dag later volgden de Engelsen, die ook een bonus kregen. Tijdens de aanvallen van de Fransen en Engelsen voerde Verreyken tegenaanvallen uit met hevig kanon- en musketvuur. Staatse troepen die de faussebray over probeerden te komen werden overgoten met brandend pek. Op de 17e augustus werd door de staatsen begonnen met het ondermijnen van de faussebray. De Grolsen probeerden uit alle macht de belegeraars te stoppen met ondermijnen, door ze te bestoken met granaten, vuurballen en 'pekkransen', maar het ontbrak Grol aan manschappen om effectief te zijn. Verreyken deed met zijn cavalerie en 300 soldaten aanvallen op stellingen van graaf Ernsts troepen, maar die hadden weinig resultaat.

Van den Bergh bleef ondertussen op vernuftige wijze contact houden met Grol: via twee postduiven die een soldaat 's nachts uit Grol gesmokkeld had. De duiven hadden jongen in de stad en vlogen na loslaten direct terug naar hun nest, met briefjes van het Spaanse leger aan hun poten. Hij schreef aan de belegerden om te wachten en vol te houden, omdat er versterkingen op komst zouden zijn. Een duif werd echter door een Franse soldaat van het staatse leger geschoten en het bericht belandde bij Frederik Hendrik. Deze was nu op de hoogte dat het Spaanse leger binnen afzienbare tijd geen poging tot ontzet zou doen. Daarom begon hij een onderhandeling via onderhandelaar François de L'Aubespine, markies van Hauterive, leider der Franse troepen in het staatse leger. Matthijs van Dulcken, inmiddels hersteld van zijn wond en op de hoogte gesteld van de mislukte aanval van Van den Bergh, "gaf mannelyk antwoord", en weigerde zich over te geven.
Op 18 augustus werd 's middags door de staatsen een door de Engelsen ingegraven grote mijn onder de onderwal tot ontploffing gebracht, zodat de Grolse troepen in gevaar kwamen en zich terugtrokken uit de faussebray. Vanuit Grol werd geroepen: "Al hebt ghij de wallen, soo hebt ghij dan nogh de stadt niet!". Maar de Engelse troepen deden een aanval en stormden door het gat in de faussebray de achterliggende hoge aarden stadswal op. Verreyken lag echter te wachten met vele musketten en pek en verdreef de aanvallers onder hels vuur, tot drie keer toe. Sir Willam Lovelace, een ervaren en tot ridder geslagen Engelse beroepsmilitair en vader van de dichter Richard Lovelace, kwam hierbij door een kogel om het leven. Frederik Hendrik, getroffen door dit nieuws, ging nu zelf de loopgraven rond Grol in om vanuit daar de bestorming te coördineren. Willem van Nassau, een buitenechtelijke zoon van Maurits die nauw samenwerkte met de Franse troepen, werd daarbij in de slaap geraakt door een kogel en stierf ter plekke. Aangenomen wordt dat hij zich niet ver van zijn oom Frederik Hendrik bevond, en de kogel niet voor hem maar voor de laatste was bedoeld. Frederik Hendrik was namelijk makkelijk herkenbaar op het slagveld vanwege zijn opvallende hoed getooid met grote witte veren. Niet veel later in Grol kwamen door de "aghteloosheit eenes Soldaets" twee vaten buskruit tot ontploffing, waardoor "veertigh van d'omstaenders wegh genomen of verzenght" worden.

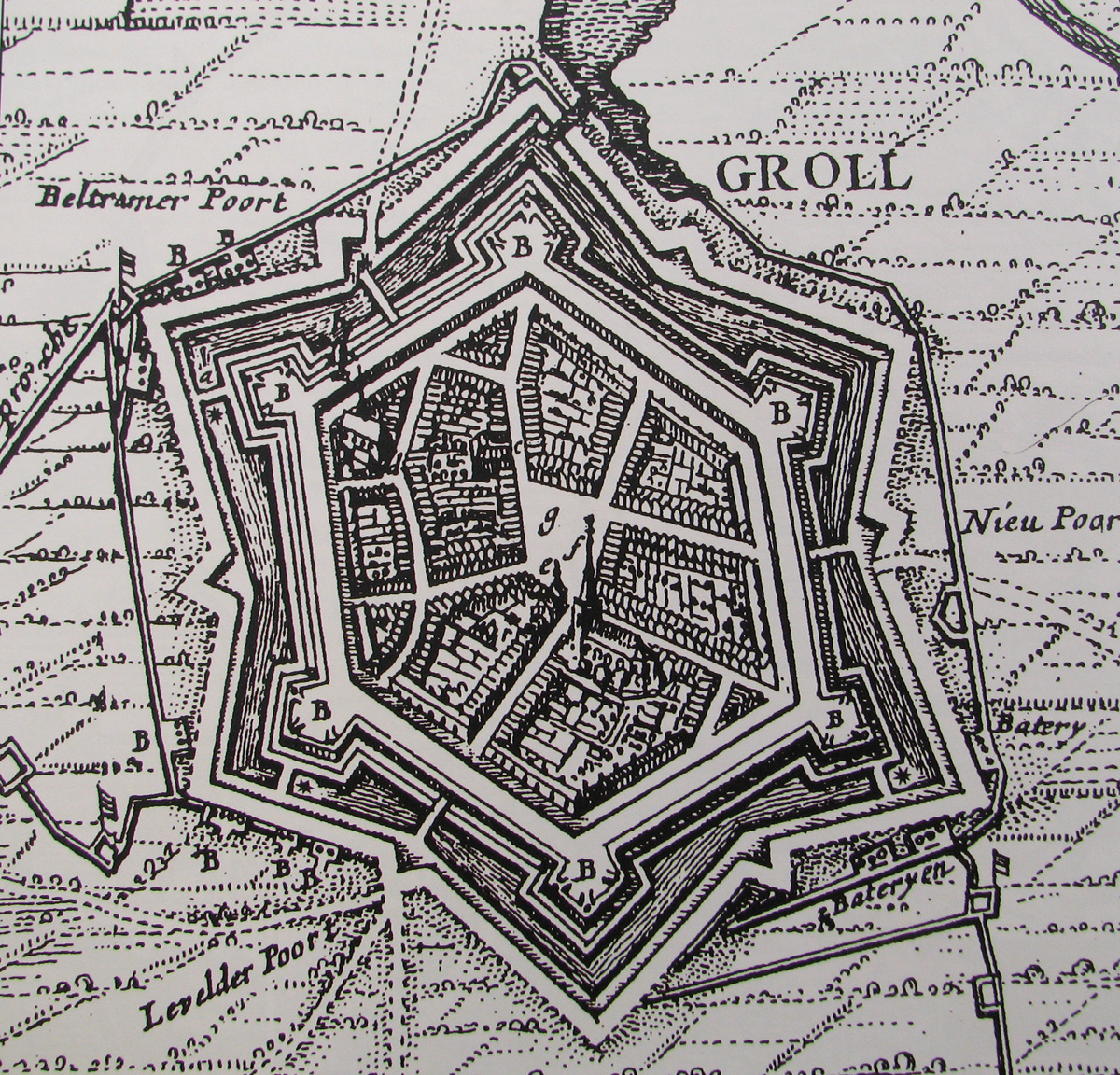
Grol anno 1627
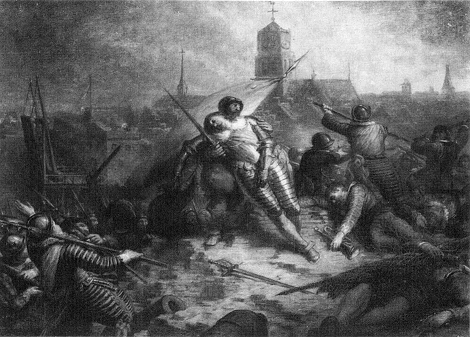
Willem van Nassau sneuvelt voor Grol. Jacobus van Dijck.
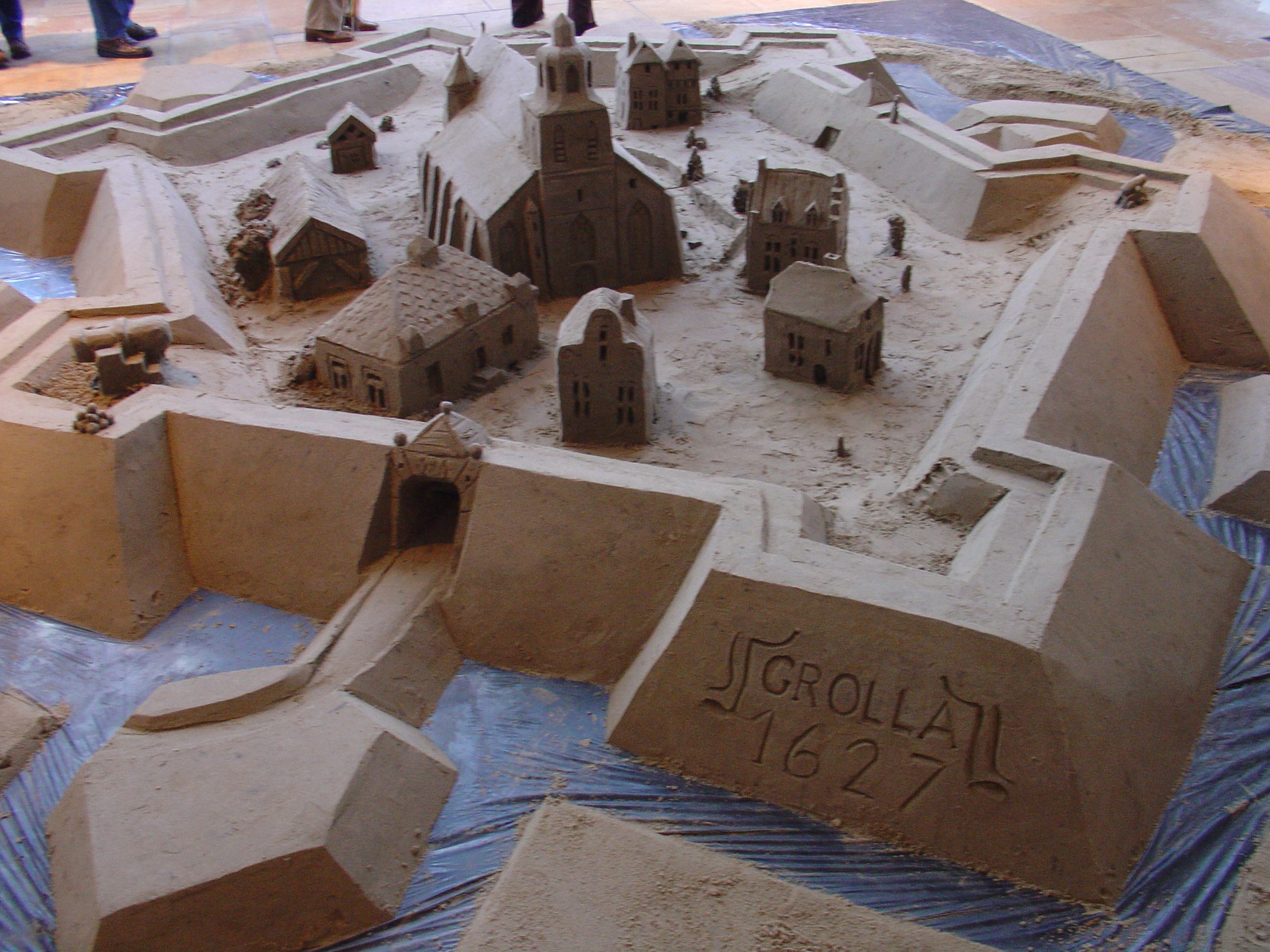
Een impressie van Groenlo anno 1627, weergegeven in een zandkasteel.
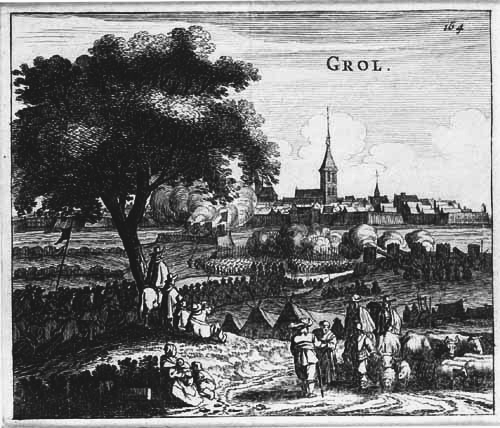
Aanval op de Beltrummerpoort.

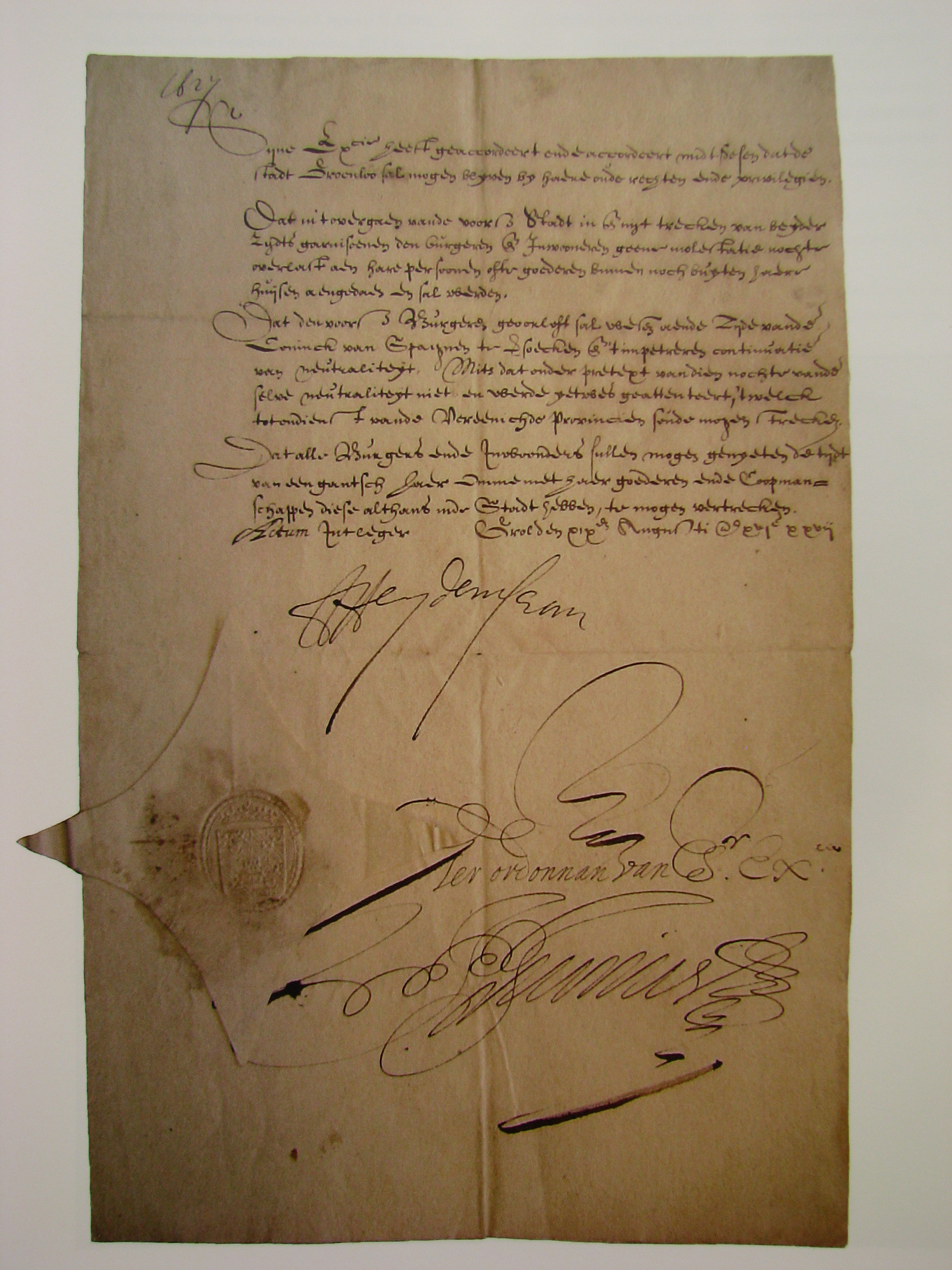
Het verdrag met voorwaarden voor de bevolking van Grol, ondertekend na het beleg door Frederik Hendrik en Constantijn Huygens.

### Verdrag
Korte tijd daarna zond Frederik Hendrik opnieuw zijn onderhandelaar L´Aubespine uit voor onderhandelingen, die Van Dulcken meldde dat het leger tot onder de wallen is gekomen. Van Dulcken, intelligent genoeg om te voorzien dat Grol weldra van drie kanten zou worden aangevallen (drie mijnen werden aangelegd) en dat hij "niet al te wel was voorsien met schietgeweer en niet Soldaten genoegh hadt", en dat hulp van Van den Bergh niet meer zou komen, besloot tot het overeenkomen van een bestand. Krijgsgevangenen werden over en weer uitgewisseld en op 19 augustus werd een verdrag ondertekend dat op het verdrag bij het Beleg van Breda gebaseerd was, waarna Grol zich overgaf aan Frederik Hendrik.

Het verdrag bestond uit drie acten: een voor de gouverneur van Grol en zijn soldaten en officieren, een voor de geestelijkheid (pastoors, kloosterlingen) en een voor de magistraat en inwoners van Grol.
Het verdrag bevatte de bepalingen:
- De inwoners van Grol houden hun privileges en rechten. "Den inwoonderen zijn hunne wetten en voorreghten vergunt."
- Er wordt niet meer gevochten. "Nogh het uit, nogh het intrekkent kryghsvolk yemandt leedt of schaede doen zoude."
- Men mag binnen een jaar met al zijn goederen de stad verlaten. "Den geenen die gesint waeren te vertrekken zouden toegelaten zijn hunne goederen binnenden tijdt van een jaer zonder belastingh uit te voeren."
- Aartsbisschop Philip Rovenius die tijdens het beleg van Grol in de stad verbleef krijgt vrije uittocht. "Den Aertsbisschop gegeeven vrijen uittoght met het sijne binnen twee maenden"
- Overige geestelijken mogen in de stad blijven of deze verlaten: "Alle ooverighe Geestelijken en Kloosterdoghteren en gewijde maeghden is de keuze gelaeten binnen de stadt te blijven, of zich elders op vreedsaemen boedem neder te setten, behoudende de vrught der goederen."

## Nasleep

### Aftocht Spanjaarden

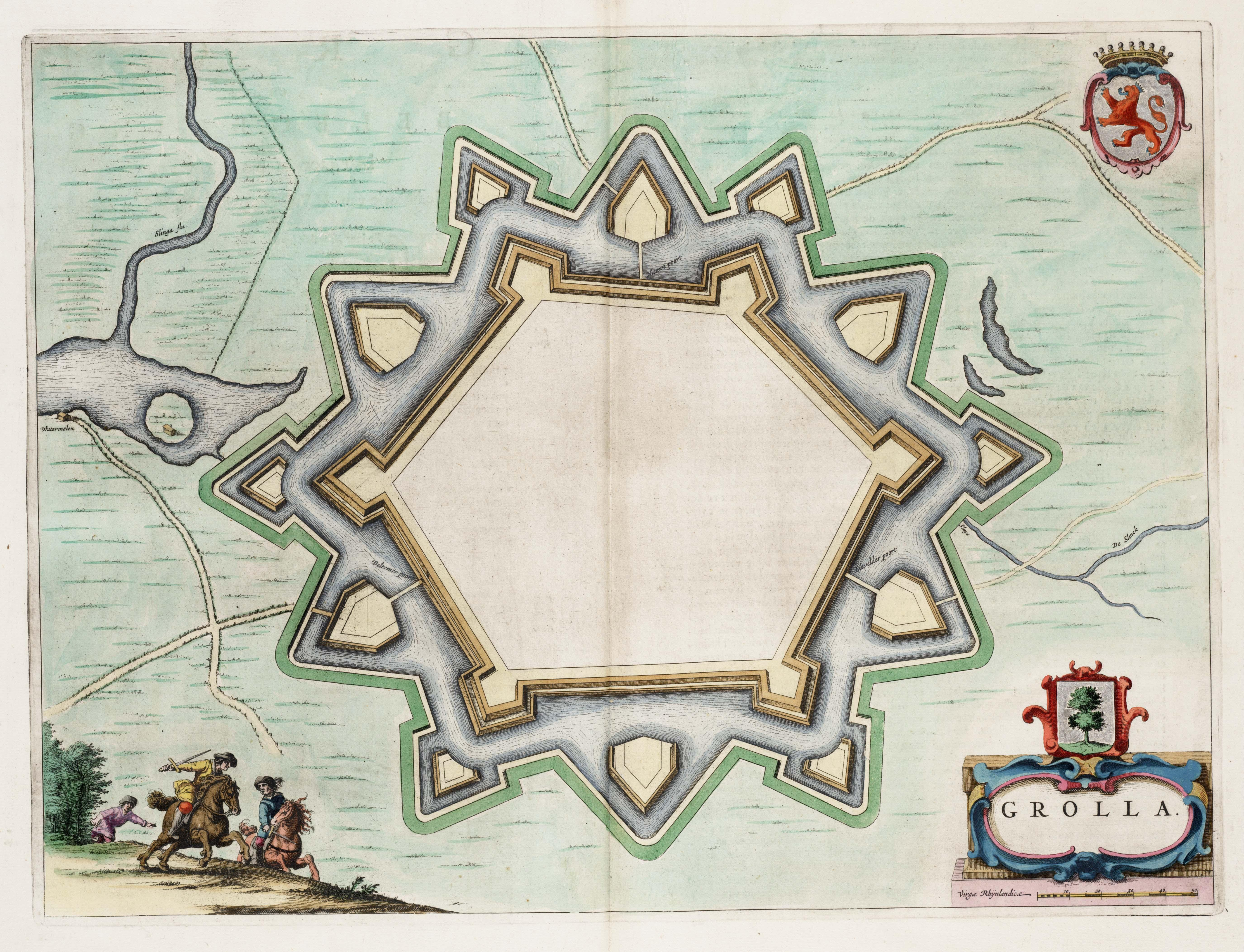
De Grolse vestingwerken, volledig gerestaureerd en uitgebreid na 1627. Inclusief zes ravelijnen en halve manen. Kaart J.Blaeu

Daarna vertrok de bezettende Spaanse macht op 20 augustus uit de stad, met bewapening, paarden, vendels, twee stukken geschut, vijftig kogels en vijf tonnen buskruit. Door de prins werden 200 wagens uitgeleend om hun goederen en (eerdere) buit te vervoeren tot in Wezel of naar het Spaanse leger van Van den Bergh. Zieken en gewonden mochten in de stad blijven om verzorgd te worden, zo was overeengekomen met het leger van Van den Bergh, dat nu zonder hoop vertrok naar Raesfeld. Bevelhebber van de stad Matthijs van Dulcken vertrok naar Wezel om vanaf daar zich verder te richten op de strijd tegen de staatse troepen. Bisschop Rovenius vertrekt evenals Van Dulcken naar Wezel. Toen Spinola in 1628 in Spanje terugkwam, werd hem het verlies van Grol door minister Olivares erg kwalijk genomen. Hij hield Spinola er persoonlijk voor verantwoordelijk.
De door de strijd gehavende stad werd weer hersteld en in weerbare staat gebracht. De circumvallatielinie rond Grol werd volledig afgebroken en de aangelegde loopgraven werden gedempt, zodat de vijand ze niet tegen de stad zou kunnen gebruiken. Frederik Hendrik plaatste 20 compagnieën voetvolk en 2 compagnieën ruiterij in Grol, ter verdediging. Een deel ervan zou niet lang daarna verder marcheren in de strijd tegen de Spanjaarden. De prins bleef zelf nog een maand in de stad om orde op zaken te stellen, want de oorlogs- en levensbehoeften voor Grol en ook het nabijgelegen Bredevoort hadden prioriteit. Daarna droeg hij het bevel als stadscommandant aan Herman Otto. Geheel onverwacht was nog de komst van een heel vendel bewapende ruiters in Spaanse dienst, aangevoerd door Robbert van Eekeren. Deze bleken door gebrek aan voedsel en achterstallig loon naar staatse zijde te willen overlopen. Dudley Carleton, gezant van de Engelse koning kwam Frederik Hendrik persoonlijk feliciteren met de overwinning.

In de stad is de Sint Calixtuskerk op de eerste zondag teruggegeven aan de protestanten, door het 'recht van overwinning'. Grol zou Staats blijven tot het eind van de oorlog.

### Viering van de overwinning
De overwinning in het oosten werd in de Staatse Nederlanden groots gevierd. Grol was eindelijk ingenomen, de vesting waar Maurits zich met zijn leger twee keer op had stuk gelopen. Het was de eerste klinkende overwinning op de Spanjaarden sinds jaren. Frederik Hendrik had zijn eerste grote zege geboekt, dat hem op den duur de bijnaam 'Stedendwinger' zou opleveren. Bovendien hadden de Nederlanden deze aanval geheel zelf bekostigd. De Franse staatsman Richelieu kon niet geloven dat ze dit klaar hadden gespeeld zonder subsidie van Frankrijk. De ambassadeurs van Venetië en de koning van Groot-Brittannië brengen hun felicitaties over.
Frederik Hendrik vertrok na het beleg eerst naar Arnhem en ging vandaar naar Den Haag, waar hij als een grote held werd onthaald. Velen zagen in hem de nieuwe leider van de Republiek: Prins Hendrik moest vorst worden in Spanjes plaats. Na het feestelijk onthaal ging Frederik Hendrik zich bezighouden met de Spaanse aanvallen van Spinola in Zeeland.
In de Zutphense Munt werden in 1627 twee series gouden penningen geslagen op de verovering van Grol, waarvan een deel werd geschonken aan prinses Amalia van Solms, de vrouw van Frederik Hendrik.
De bode die als eerste mondeling had bericht over de verovering van Groenlo kreeg een beloning van 80 gulden. De maker van de kaart van Groenlo kreeg 12 gulden als verering. 'Op het verzoek van de magistraat van Grol zullen HHM (Hunne Hoog Mogenden) ter reparatie van de kerk en de molen 900 gulden toekennen en 100 gulden voor een raam van de Calixtuskerk'.
De uitdrukking "Zo vaste as Grolle" ontstond in Nederland, als referentie aan de onneembaarheid van de veste Grol.

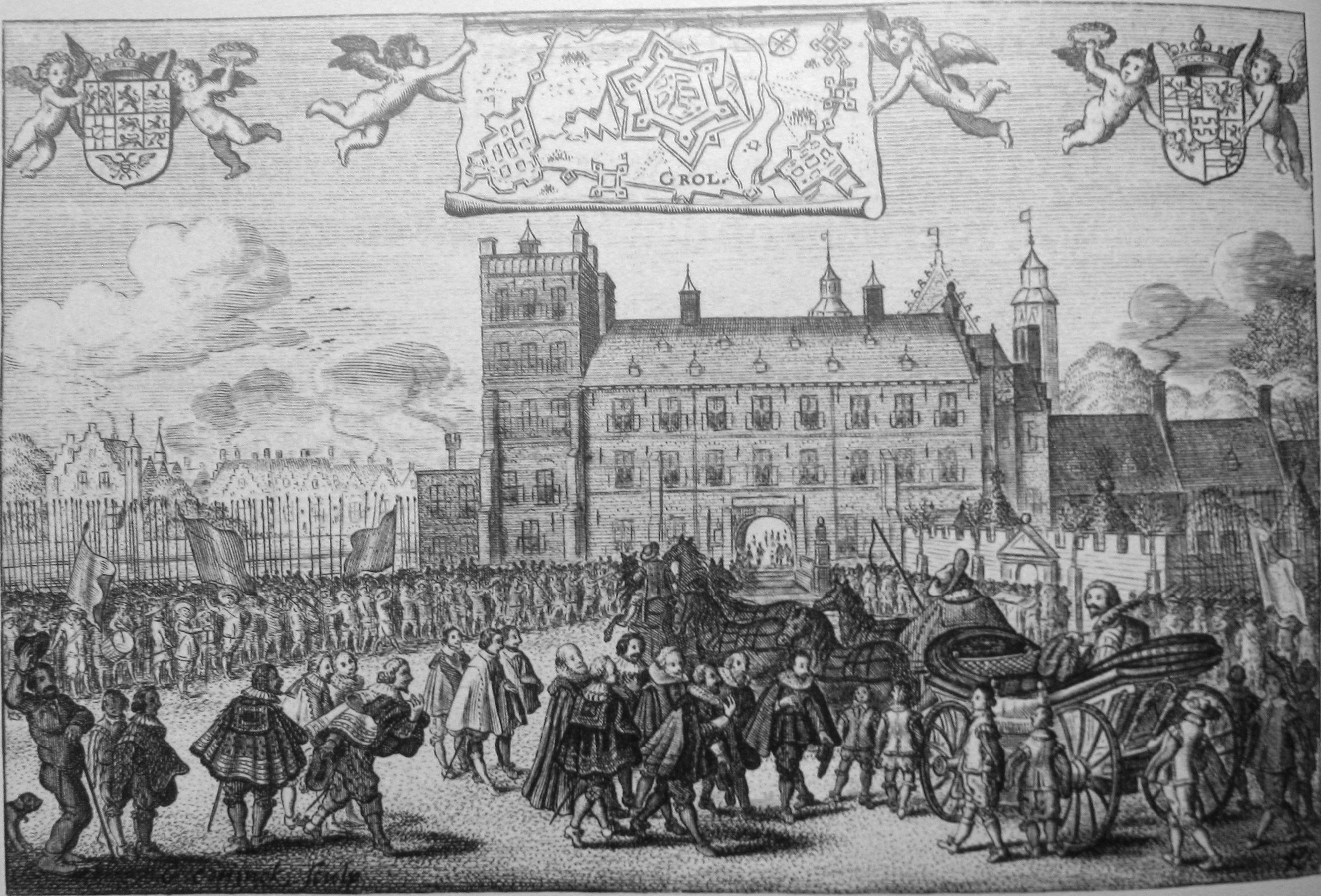
Frederik Hendrik wordt op 2 oktober feestelijk onthaald in Den Haag na de overwinning op Grol. Cornelis Koning
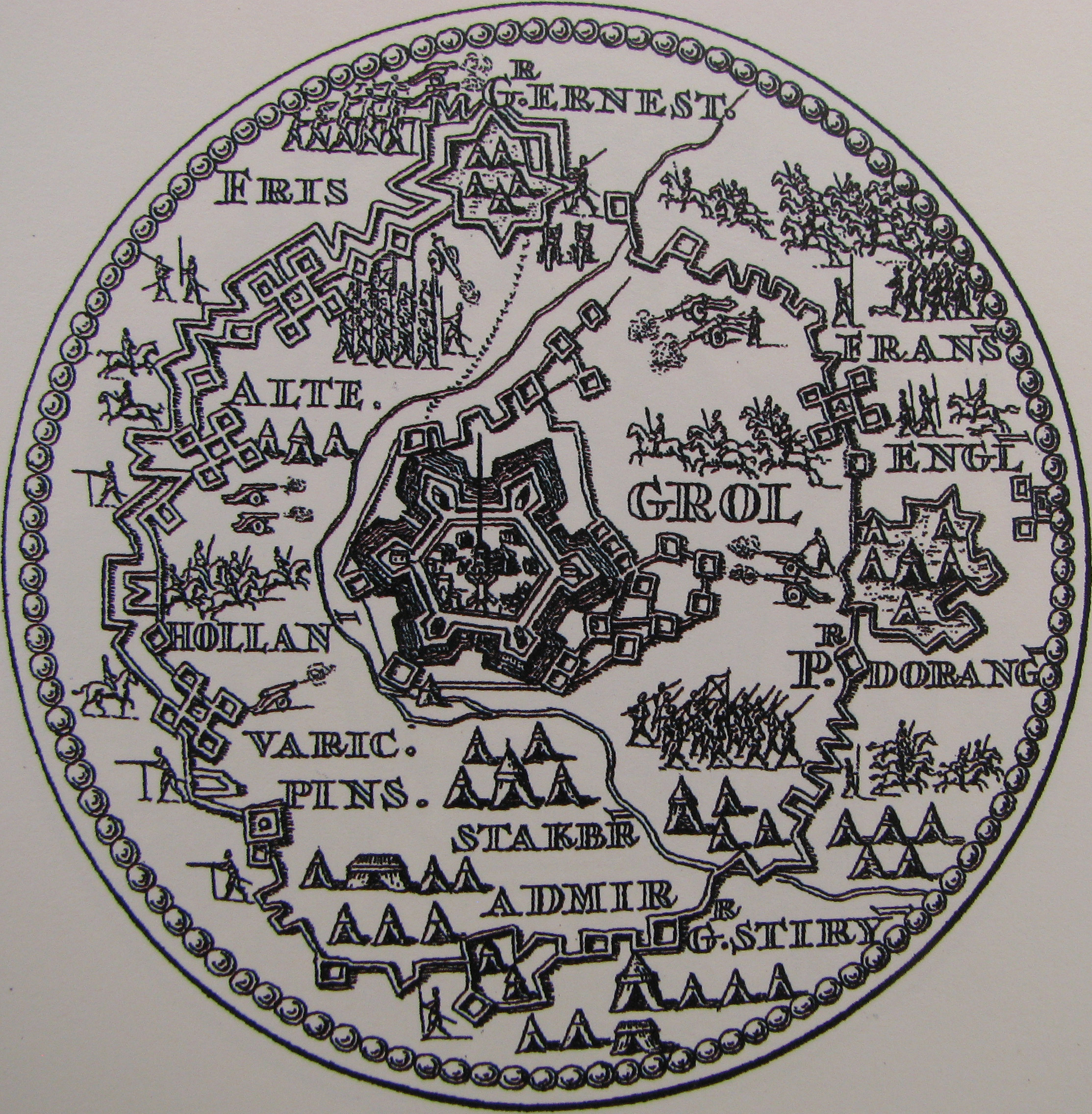
Afdruk van een gouden penning, geslagen in 1627 na de verovering van Grol
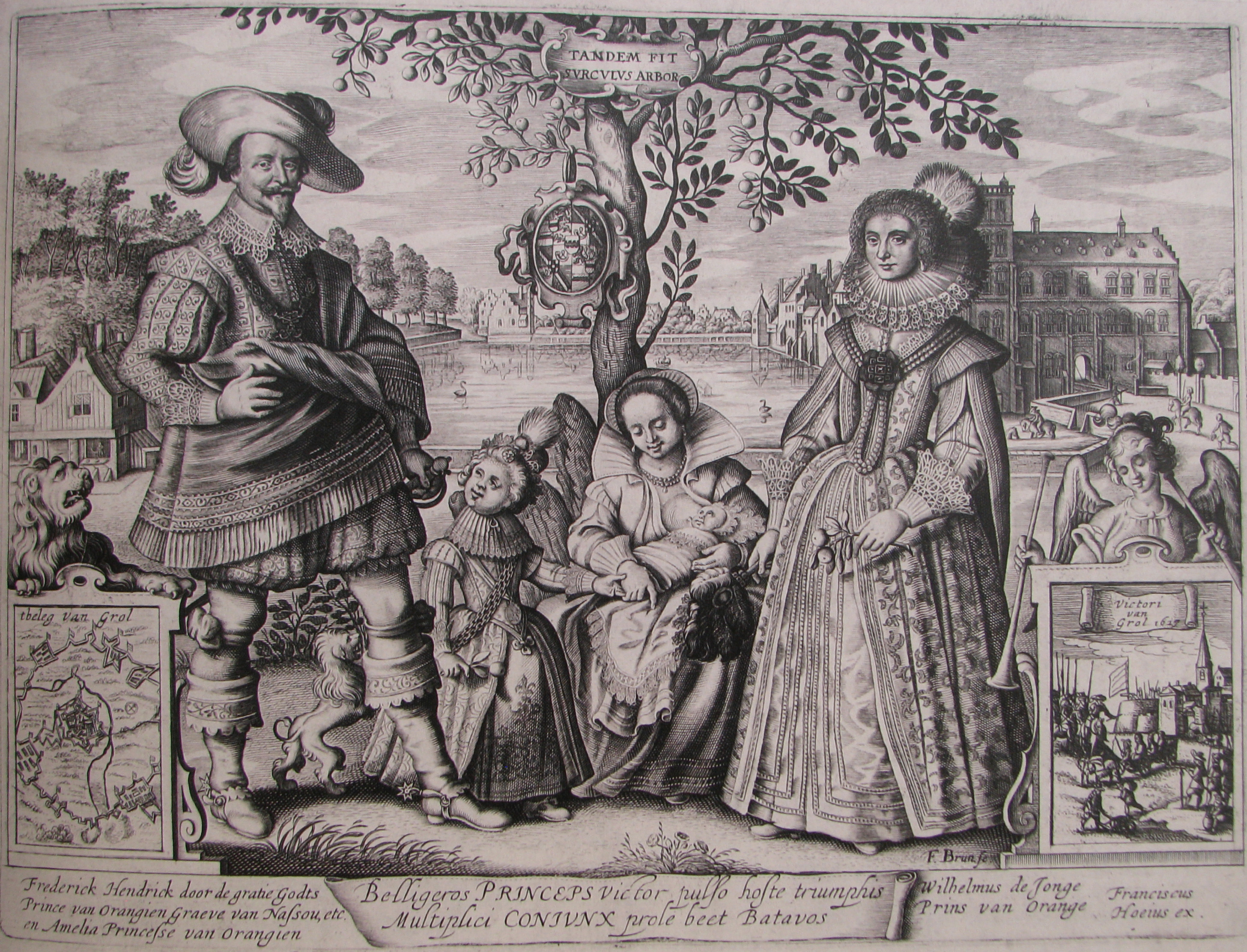
Zinneprent ter Ere van Frederik Hendrik na de verovering van Grol in 1627

### Persoonlijke glorie
Voor Frederik Hendrik zelf had de inname van Grol grote persoonlijke waarde. Sinds de dood van Maurits in 1625 was hij reeds twee jaar in functie van stadhouder en veldheer geweest. Echter, in 1627 had hij nog geen noemenswaardige militaire feiten op zijn naam staan. Zijn reputatie als militair was hooguit twijfelachtig op dat moment. In 1626 had hij geprobeerd Hulst en Sas van Gent te veroveren, maar beide ondernemingen mislukten. 'Mooi Heintje' werd hij genoemd in bepaalde kringen van de Staten Generaal. De inname van Oldenzaal door Ernst Casimir was slechts een schrale troost voor de Republiek. Het werd tijd dat Frederik Hendrik aan tijdgenoten en collega's ging bewijzen dat hij gelijkwaardig was aan Spinola wat betreft het voeren van belegeringen. Grol was een ideaal object om mee te beginnen. Het was middelgroot en het laatste lantverderflijck bolwerk van de Spanjaarden in het oosten van de Republiek, en van zekere waarde voor Spanje. De verovering van Grol in 1627 was Frederik Hendriks eerste wapenfeit, en het zou het begin zijn van zijn faam als 'stedendwinger'. Achteraf bekeken kan de inname van Grol gezien worden als generale repetitie voor de belegeringen van Den Bosch en Maastricht.

### Kosten
De kosten en inspanning om Grol te veroveren waren enorm geweest. Er waren vele compagnieën ingehuurd uit het buitenland, en regelmatig was er een betalingsachterstand. Bovendien waren 8000 waardgelders vier maanden lang onderhouden. De inwoners van het Kwartier van Zutphen en de heerlijkheid Borculo hadden erg geleden door het Beleg van Grol en verzochten de Staten-Generaal om onkostenvergoeding voor het verliezen van huis en eigendommen. In totaal hadden de twee legers meer dan 40 000 soldaten gestationeerd in Landschap Twente en het Graafschap Zutphen. Plunderingen waren aan de orde van de dag, zeker als het leger een betalingsachterstand had op de soldij. Belegerde steden en de omliggende regio's hadden het zwaar te verduren.

Het herstellen van de vestingwerken van Grol kostte eveneens tienduizenden guldens. Desalniettemin besloot Frederik Hendrik de stad tot een volledig versterkte vesting uit te breiden, met zes halve manen en zes ravelijnen. Ernst Casimir krijgt voor gemaakte kosten en bewezen diensten sinds 1624, 15.000 gulden van de Staten Generaal toegekend. Deze werken werden in 1628 aanbesteed.
Het zou vanwege geldgebrek uiteindelijk tot 1629 duren dat het landleger van Frederik Hendrik weer in actie kwam, bij het Beleg van 's-Hertogenbosch. De eerst volgende belegering van de stad Grol was in het rampjaar 1672 tijdens de Hollandse Oorlog, toen Bernhard von Galen Grol veroverde dankzij een grote overmacht aan troepen.

## Het Beleg van Grol in de literatuur

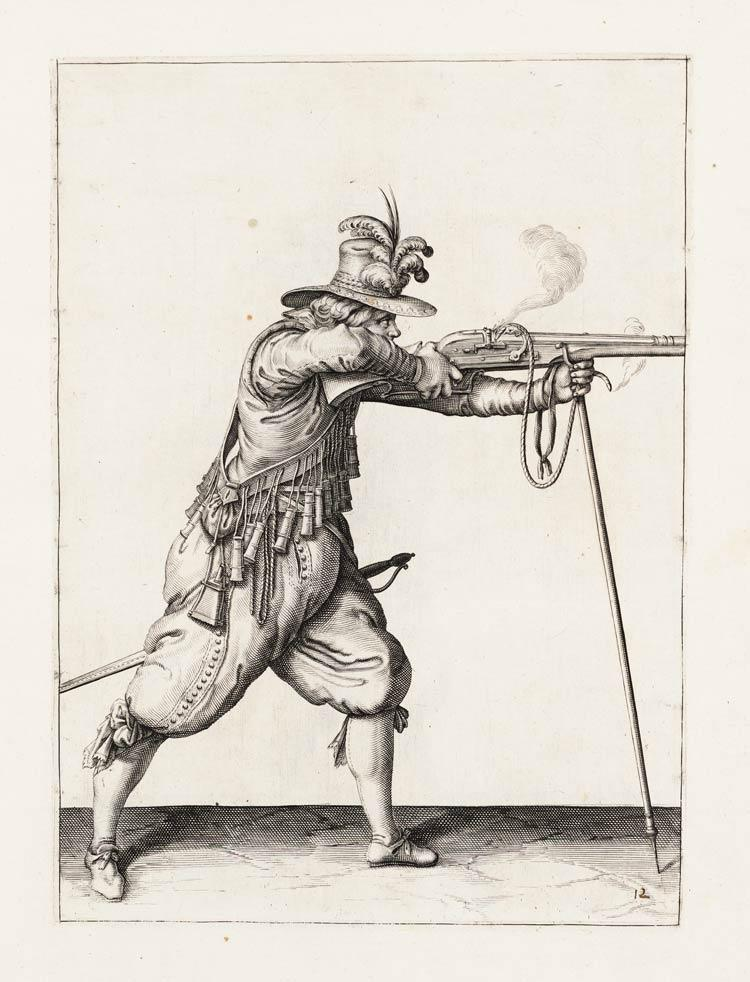
Een musketier uit begin 17e eeuw. (Jacques de Gheyn II)

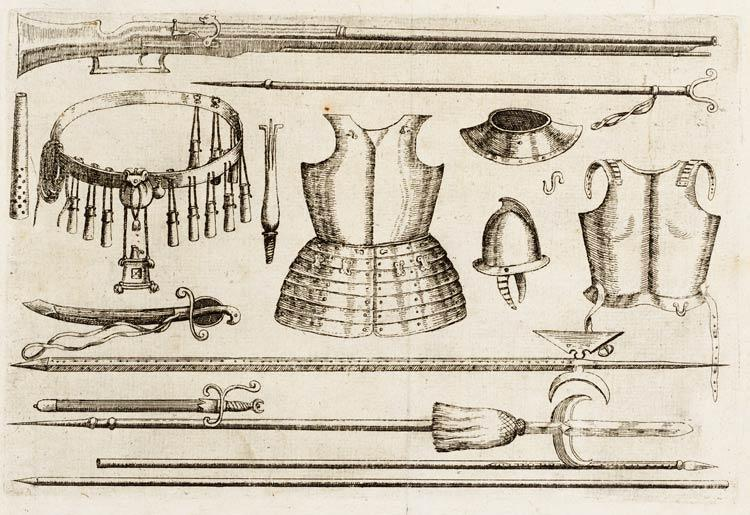
Wapenuitrusting gebruikt in het begin van de 17e eeuw. Te zien zijn onder andere een kuras, morion, hellebaard, piek, een musket met furket, en een rapier.

De gebeurtenissen rond de belegering zijn door Hugo Grotius vereeuwigd in zijn Grollae Obsidio van 1629, in 1681 vertaald in het boek Beleegeringh der stadt Grol. Joost van den Vondel dichtte naar aanleiding van de zege zijn 'Verovering van Grol door Frederick Henrick, Prince van Oranje', een 782 versen lang lofdicht. Constantijn Huygens was als gast en secretaris van Frederik Hendrik aanwezig tijdens het beleg. Huygens schreef brieven, onder andere naar Barlaeus en P.C.Hooft. Hooft schrijft aan Huygens het rijm Aen den Spaniaerdt: op 't verovren van Grol, als antwoord op de door Huygens beschreven belegering.
Casparus Barlaeus dichtte in 1627:
Op den naem van Grol.
Al heeft de Stadt van Grol geen luyster in sijn Naem,

Nochtans soo krijght de Naem sijn luyster van de Faem:

De Faem krijght al haer glantz, en luyster van de daet:

De daed in ’s Konincks schand, en ’s Princen eer bestaet.

En die dan Grol gewint, door lofflijck krijchsgevecht,

Heeft loff, en nut, en danck aan sijnen naem gehecht.
Diverse dichters schreven lofdichten en geuzenliederen over de verovering van Grol, zoals deze onbekende dichter:
Prince-Lied, Aen de Edele Batavieren.
Frederick heeft Grol de Stadt

In vier weken afghemat,....

en, in 't oogh van 's Koninghs macht,

in der Staten Eed ghebracht.

Vlecht dan kranssen van Lauwrier,

En kroont desen Batavier.
In sommige Protestantse kringen werd negatief gedacht over de rol die de opstandige en Katholieke vesting Grol gespeeld had tijdens de oorlog. De vele innames van de stad gaven dichter Jan van der Veen reden om Grol een 'loze hoer' te noemen. Zie onderaan voor een lijst van gedichten over het veroveren van Grol door Frederik Hendrik.

## Recente ontwikkelingen

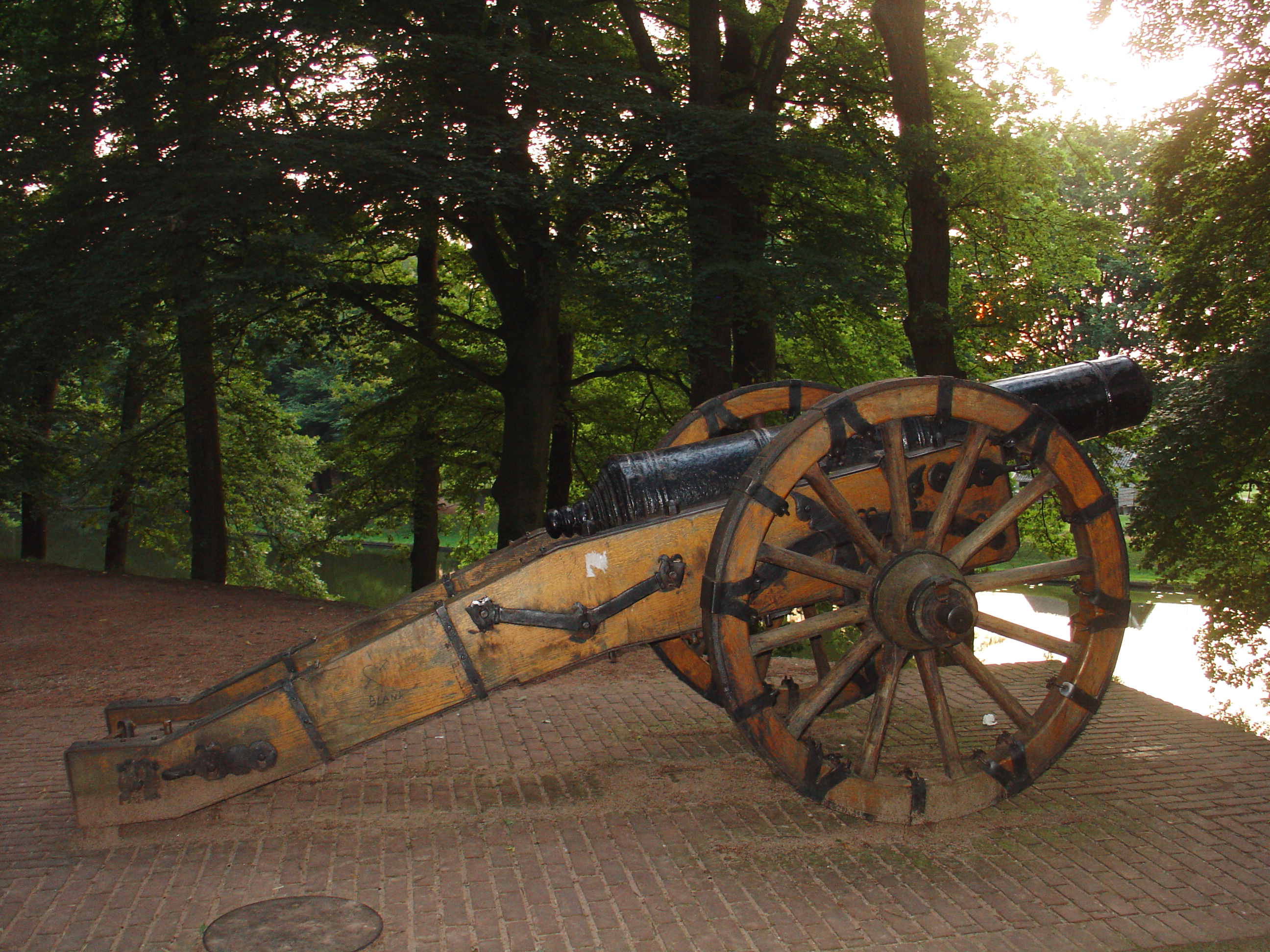
Het Grols Kanon uit 1570 op de Kanonswal in Groenlo, achtergelaten door Frederik Hendrik na het beleg van 1627.

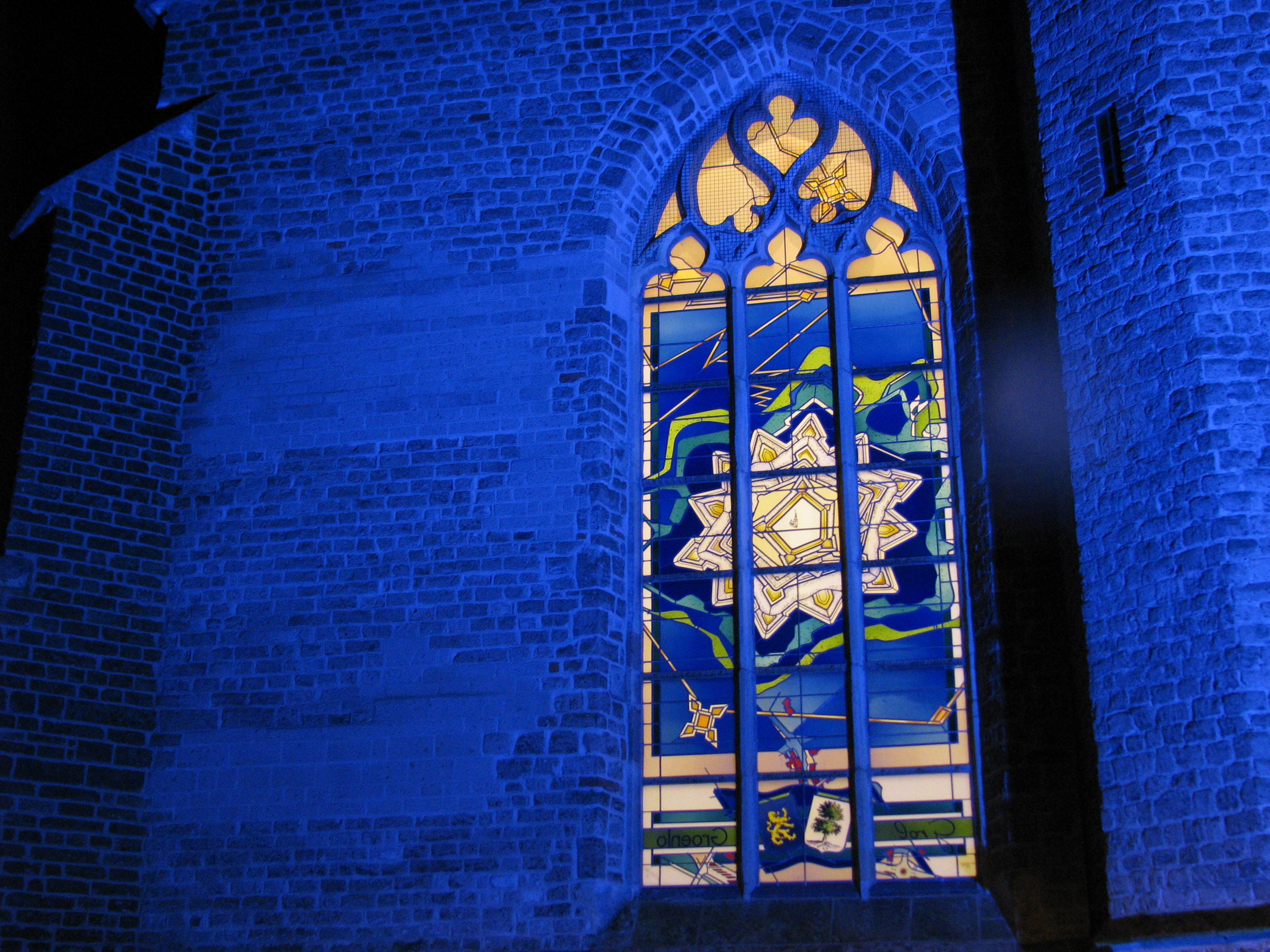
Het beleg afgebeeld in een glas in loodraam in de Oude Calixtuskerk

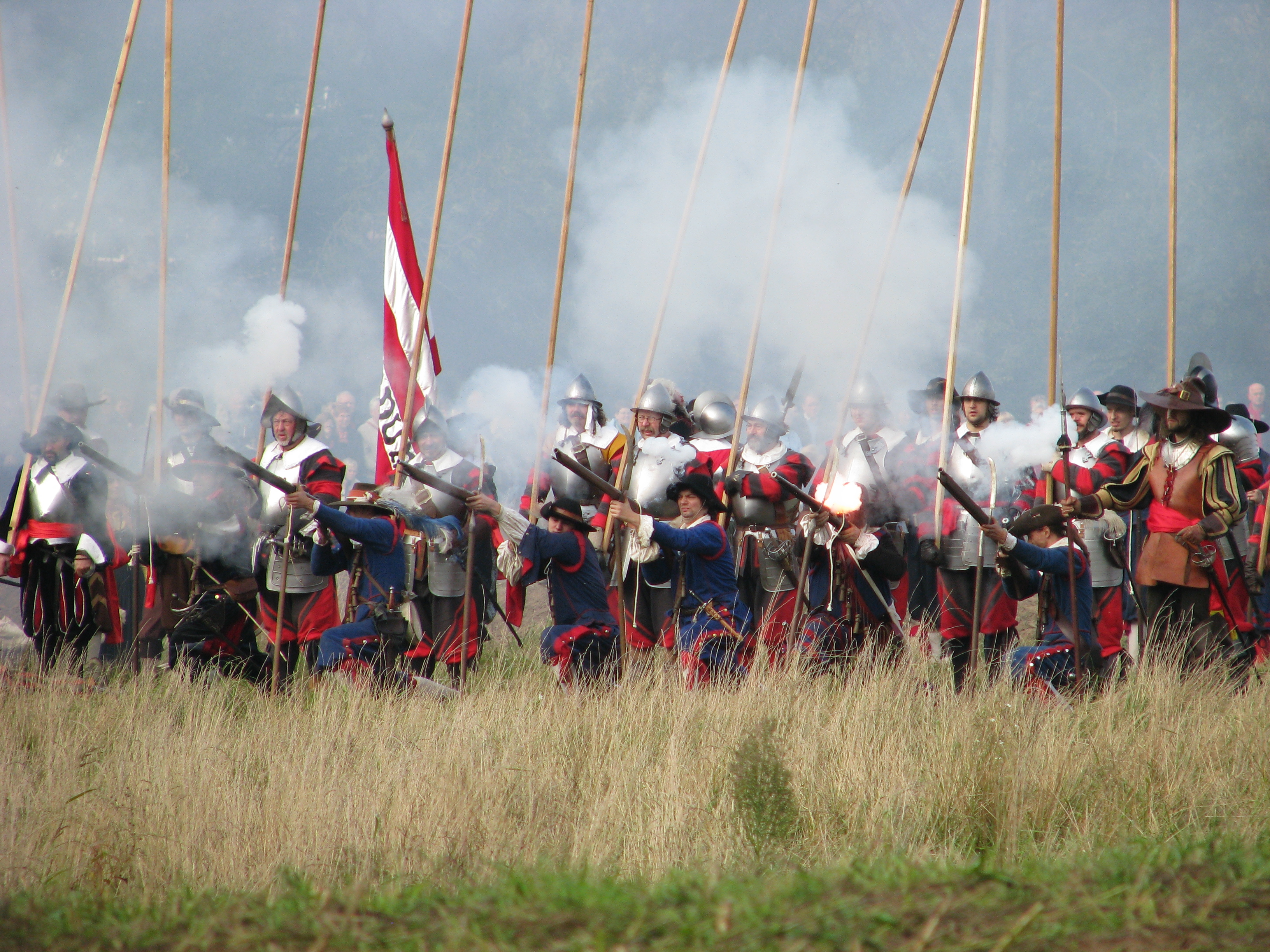
Tijdens de Slag om Grolle wordt de belegering van Groenlo nagespeeld door historische acteurs

### Overblijfselen en herstel van de vestingwerken
In de afgelopen jaren zijn verscheidene overblijfselen van de circumvallatielinie rondom het huidige Groenlo ontdekt. Tijdens de droge Nederlandse zomer van 2003 ontdekte een piloot in een ultralight vliegtuig bij toeval de Franse schans onder een maïsveld bij Lievelde. De planten in het dorre veld waren groen gebleven op de plek waar oorspronkelijk de gracht langs de schans had gelopen, zodat een precieze aftekening van de schans zichtbaar werd. De Engelse Schans is na het beleg slechts gedeeltelijk afgebroken en is tot in de 20e eeuw zichtbaar geweest in het landschap. Deze schans is in 2002 volledig gerestaureerd en kan worden bezocht.
In Groenlo is nog steeds een gedeelte van de hoge stadswal aanwezig met een authentiek kanon, geschonken aan Grol door Frederik Hendrik na zijn overwinning. Ook de stervormige stadsgracht en een volledig intacte ravelijn zijn aanwezig, met de enigszins incorrecte naam "De Halve Maan". Van de zes halve manen rond Groenlo is er namelijk geen overgebleven. Dat de Kanonswal niet is afgebroken is te danken aan de aanleg van het Joodse kerkhof dat ernaast ligt. De ravelijn is eveneens bewaard gebleven omdat het eigendom was van het Gasthuis.
Sinds enkele jaren heeft de gemeente Groenlo, nu gemeente Oost Gelre, haar focus gelegd op het in historische staat terug brengen van de vestingwerken in en rond Groenlo, onder de titel "Groenlo Vestingstad". In 2007, tijdens de restauratie van de Oude Calixtuskerk, werd een nieuw glas in loodraam in de Oude Calixtuskerk geplaatst dat het beleg afbeeldt. In 2008 is een gedeelte van de stervormige stadsgracht gerestaureerd en er zijn tien nieuw gegoten kanonnen geplaatst. Ook zijn doorkijkpanelen nabij historische locaties in de binnenstad van Groenlo geplaatst die een beeld geven van de situatie van Grol ten tijde van het beleg in 1627. Andere ingrepen, zoals het herstel van het "Mussenbergbolwerk" (Kanonswal) staan ter discussie vanwege verplichte bomenkap. In april 2008 werd tijdens sloopwerkzaamheden een deel van een ravelijnsgracht gevonden, waarnaar archeologisch onderzoek zal worden verricht. Er wordt gediscussieerd over het al dan niet in oude staat herstellen van de volledige 16 kilometer lange circumvallatielinie rond Groenlo.

### Het beleg in de hedendaagse cultuur
Het oorspronkelijk in Groenlo gebrouwen biermerk Grolsch gebruikt de historie van Groenlo soms voor biernamen of reclame, onder andere voor het hoog alcoholische 'Kanon' bier, refererend aan het kanon in Groenlo dat achtergelaten is door Frederik Hendrik. In 2008 werd Grolsch ook de naamgever van het stadion van FC Twente. De gekozen naam werd De Grolsch Veste, refererend aan de uitdrukking "Zo vaste as Grolle" en het verleden van de vesting Groenlo.

In 2006 heeft kinderboekenschrijver Arend van Dam een historisch jeugdboek uitgegeven genaamd Onder vuur, dat zich afspeelt tijdens het beleg van Groenlo in 1627. Het boek gaat over Bregje, een jong meisje uit Grol en haar vader die in dienst is van de Spanjaarden in Grol. Het verhaal is gebaseerd op een beschrijving van historicus Nicolaes van Wassenaer, die tijdens het beleg aanwezig was.

De Achterhoekse rockband Normaal zingt in hun nummer "Zoependoedewi-jwa tapp'n dadoedie" (2004): "Zo vaste as Grolle, zo zat as een kanon", als referentie aan de vesting Grolle en haar belegeringen.
In Groenlo worden met enige regelmaat de gebeurtenissen van 1627 nagespeeld, wat veel bezoekers trekt. Zo waren bij de 'Slag om Grolle' in 2008 circa 30.000 toeschouwers aanwezig, waarbij gedurende drie dagen het beleg werd nagespeeld door ongeveer 700 historische acteurs. Ook zijn er fiets- en wandelroutes langs historische locaties in Groenlo en omstreken. Daarnaast kan tegenwoordig met een treintje een historische route gevolgd worden. Vanaf 2025 vertelt het Nationaal Museum Tachtigjarige Oorlog in Groenlo het verhaal over de Nederlandse Opstand en het beleg.
1580: Inname van Groenlo door Rennenberg · 
1595: Maurits I · 
1597: Maurits II · 
1606: Spinola en Maurits III · 
1627: Frederik Hendrik · 
1672: Bernhard von Galen